# Cléguérec
Cléguérec [kleɡeʁɛk] est une commune française située dans le département du Morbihan, en région Bretagne. La petite ville est la capitale du pays Chistr'per, qui doit son nom à la production locale et artisanale de poiré, c'est-à-dire de cidre de poire.

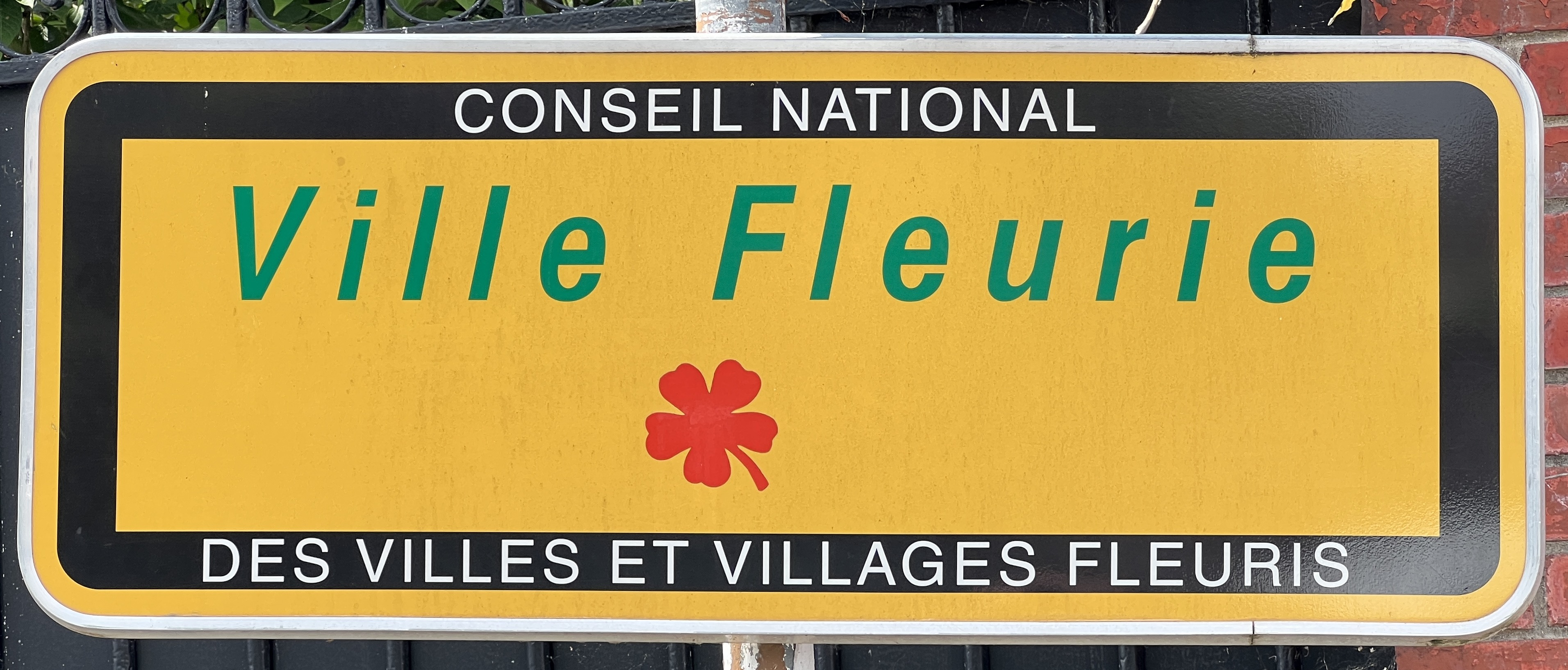
La récompense « Ville Fleurie », également connue sous le nom de « Villes et Villages fleuris », anciennement appelée concours, a été créée en 1959 en France pour promouvoir le fleurissement, l'environnement de vie et les espaces verts.

## Géographie

### Situation
Cléguérec est située à 12 km au nord-ouest de Pontivy. La commune s'étend sur 6 299 ha dont 736 de bois (situés en périphérie de la forêt de Quénécan). Le Blavet coule à l'est du territoire communal. Son cours sert de frontière naturelle avec la commune voisine de Neuillac. Il y dessine de larges méandres. Cette portion de la rivière correspond à un tronçon désaffecté du canal de Nantes à Brest.
| - Carte de la commune de Cléguérec dans son environnement géographique. |

| Sainte-Brigitte | Saint-Aignan | Neulliac |
| Silfiac         | Cléguérec    | Neulliac |
| Séglien         | Malguénac    | Pontivy  |

### Paysage et relief
La commune présente d'importants dénivelés. L'altitude varie en effet entre 55 mètres (canal de Nantes à Brest au niveau de l'écluse de Guernal) et 289 mètres (Le Breuil du Chêne). Les confins nord de la commune appartiennent à l'unité paysagère des Montagnes Noires et ses confins tandis que le reste du territoire communal appartient à l'unité paysagère du Bassin agricole de Pontivy. Au nord de la commune s'étend en effet la partie méridionale de la vaste forêt de Quénécan d'une superficie totale de 4 000 hectares, véritable poumon vert, dont le relief vallonné et la végétation arborée lui a valu le surnom de Petite Suisse Bretonne. Plus au sud, le territoire communal est voué à l'agriculture intensive et les haies d'arbres et les talus ont en grande partie disparu pour laisser place à de grandes parcelles de culture de céréales valant à ces terres agricoles le surnom de Petite Beauce.
| - Carte topographique de la commune de Cléguérec. |

### Cadre géologique

Carte géologique du Massif armoricain.

Cléguérec est situé au cœur du domaine centre armoricain, unité géologique du Massif armoricain qui correspond à une structure s'allongeant sensiblement en direction W-E, depuis la baie de Douarnenez jusqu'au bassin de Laval. S'opposant aux bas plateaux littoraux méridionaux et septentrionaux, ce bassin sédimentaire est principalement constitué de schistes briovériens (sédiments détritiques essentiellement silto-gréseux issus de l'érosion du segment occidental de la chaîne cadomienne, accumulés sur plus de 15 000 m d'épaisseur et métamorphisés), formant un socle pénéplané sur lequel repose en discordance, dans sa partie orientale, des formations paléozoïques sédimentaires. Ces formations au nord de Cléguérec sont déposées dans ce bassin marqué par une forte subsidence, puis sont déformées lors de l'orogenèse varisque (plis d'orientation préférentielle N 110° et plusieurs familles de failles d'orientations différentes).
L'anticlinal briovérien de la forêt de Quénécan et le synclinal paléozoïque (schistes ordoviciens) de Sainte-Brigitte font partie de ces plis au nord-ouest de Cléguérec, armant des crêtes appalachiennes. Les quartzites (connues sous le terme de Grès armoricain) et les schistes à andalousite (la mise en place du granite de Rostrenen intrusif dans ces formations paléozoïques y développe un métamorphisme de contact et donne une auréole de schistes à texture de cornéennes), contribuent à former les hauteurs de la forêt de Quénécan.
Le point culminant de la commune est le Breuil du Chêne dans la forêt de Quénécan (289 m). Les falaises du Breuil du Chêne, composées de quartzite phylliteux gris vert, forment une crête propice à la pratique de l'escalade. La pierre branlante appelée « Tambourin höedard » sert en 1796 de ralliement aux 1000 chouans de de Bar qui contrôlent la forêt.
Le schiste trémadocien bleu pâle de Cléguérec (et rose dans certaines failles) a été naguère exploité dans plusieurs carrières ouvertes près de Boduic en Cléguérec. Roche « d'une originalité exceptionnelle en Bretagne, par sa teinte bleu pâle avec une légère nuance gris-verdâtre, à linéation accusée », elle est « essentiellement composée de quartz et de muscovite, avec chlorite subordonnée, souvent criblée de minuscules cristaux de chloritoïde ». Elle a été recherchée pour la sculpture et l'habitat au-delà de limites du terroir de Cléguérec : de beaux exemples d'utilisation sont observables (manoir du Correc en Saint-Gelven, Forges des Salles à Perret).

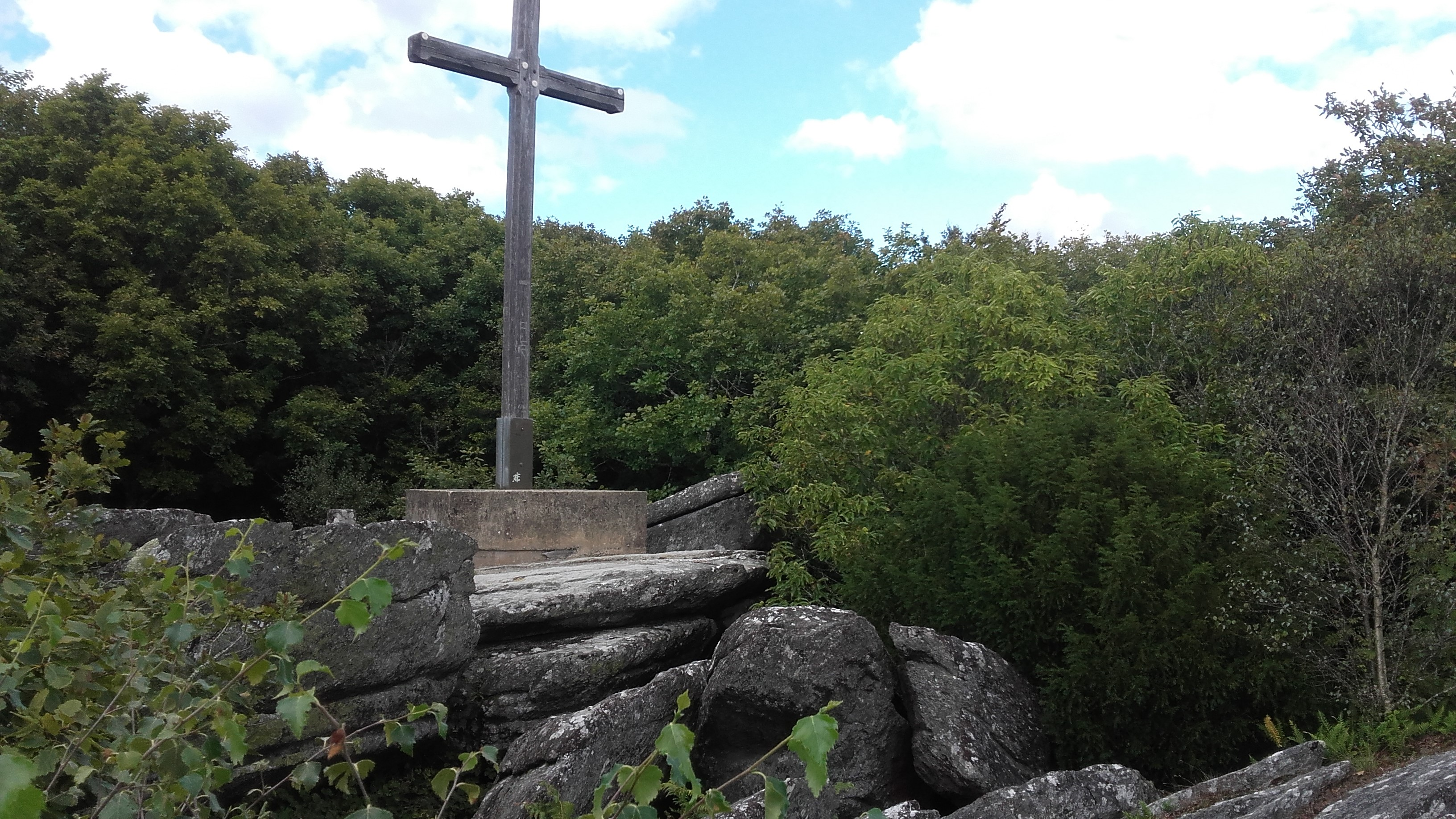
Calvaire situé au sommet du Breuil du Chêne (289 mètres).
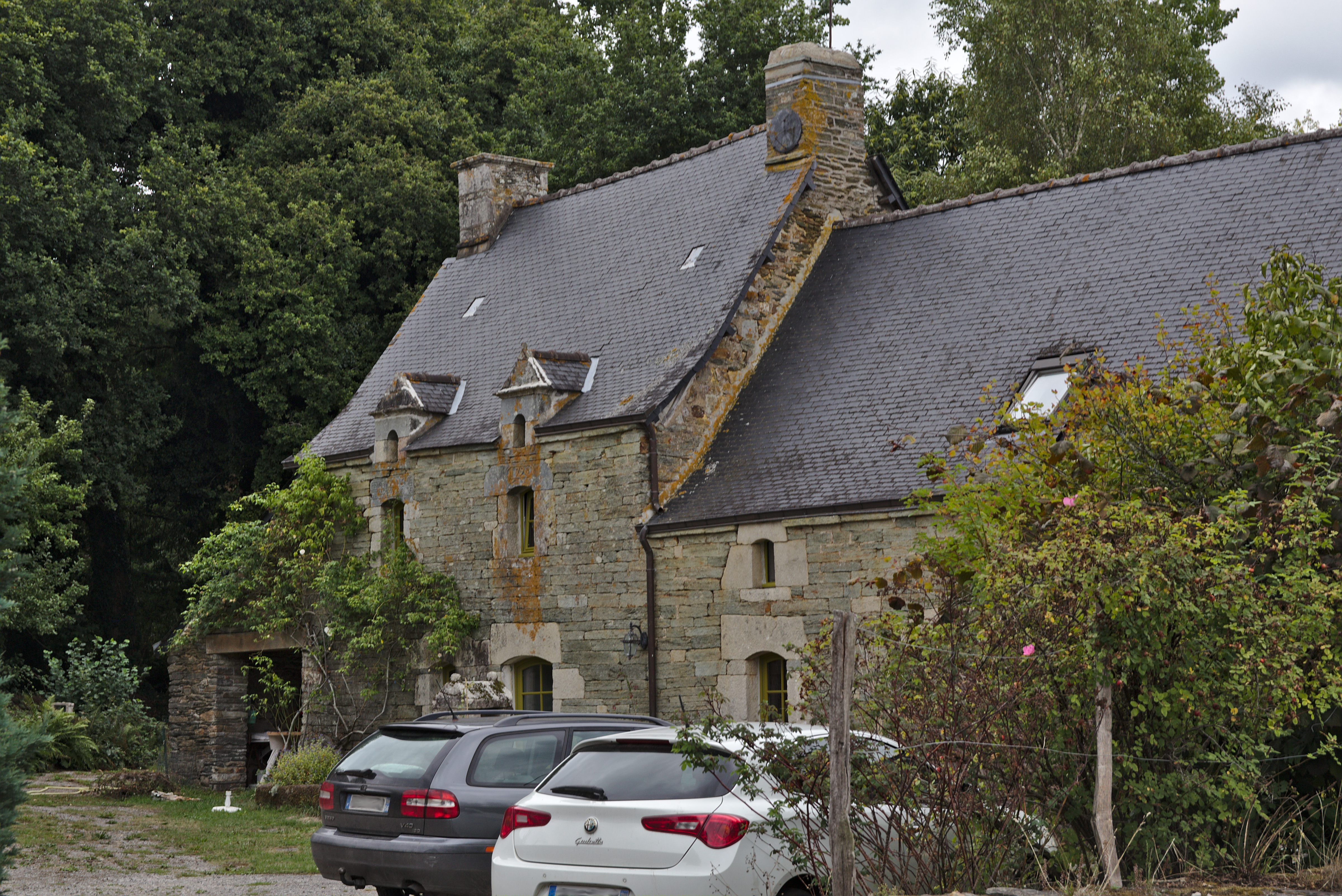
Manoir du hameau du Corboulo avec une façade en schiste bleu clair de Cléguérec.

### Hydrographie
Pour un article plus général, voir Réseau hydrographique du Morbihan.
La commune est située dans le bassin Loire-Bretagne. Elle est drainée par le Blavet, le canal de Nantes à Brest, le Toul Brohet, le Guernic, le ruisseau de Voten Gazec Meïn et divers autres petits cours d'eau,.
Le Blavet, d'une longueur de 149 km, prend sa source dans la commune de Bourbriac et se jette  dans le canal de Nantes à Brest en limite de Plélauff et de Gouarec, après avoir traversé 31 communes.
Le canal de Nantes à Brest est un canal, chenal et un estuaire et un cours d'eau naturel navigable sur une grande partie de son cours, d'une longueur de 364 km, prend sa source dans la commune de Nort-sur-Erdre et se jette  dans la Loire à Nantes.
Le Toul Brohet, d'une longueur de 12 km, prend sa source dans la commune de Séglien et se jette  dans le canal de Nantes à Brest sur la commune.

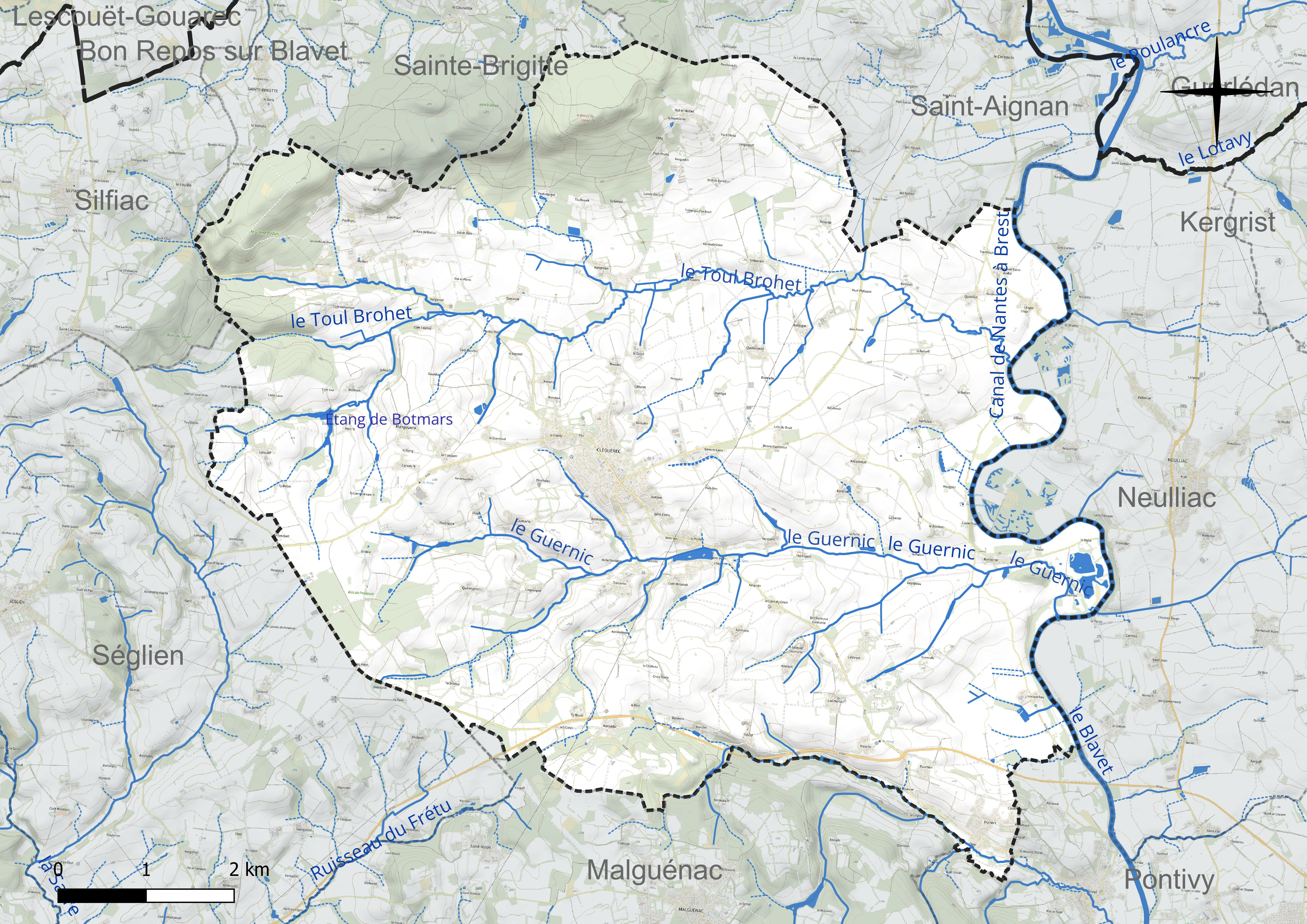
Réseau hydrographique de Cléguérec.

Un plan d'eau complète le réseau hydrographique : l'étang de Botmars (2,75 ha),.

### Climat
Pour des articles plus généraux, voir Climat de la Bretagne et Climat du Morbihan.
En 2010, le climat de la commune est de type climat océanique franc, selon une étude du CNRS s'appuyant sur une série de données couvrant la période 1971-2000. En 2020, Météo-France publie une typologie des climats de la France métropolitaine dans laquelle la commune est exposée à un climat océanique et est dans la région climatique Finistère nord, caractérisée par une pluviométrie élevée, des températures douces en hiver (6 °C), fraîches en été et des vents forts. Parallèlement l'observatoire de l'environnement en Bretagne publie en 2020 un zonage climatique de la région Bretagne, s'appuyant sur des données de Météo-France de 2009. La commune est, selon ce zonage, dans la zone « Intérieur  », exposée à un climat médian, à dominante océanique.
Pour la période 1971-2000, la température annuelle moyenne est de 10,9 °C, avec une amplitude thermique annuelle de 12,2 °C. Le cumul annuel moyen de précipitations est de 1 045 mm, avec 14,8 jours de précipitations en janvier et 8,1 jours en juillet. Pour la période 1991-2020, la température moyenne annuelle observée sur la station météorologique la plus proche, située sur la commune de Moréac à 29 km à vol d'oiseau, est de 12,0 °C et le cumul annuel moyen de précipitations est de 1 043,7 mm,. Pour l'avenir, les paramètres climatiques de la commune estimés pour 2050 selon différents scénarios d’émission de gaz à effet de serre sont consultables sur un site dédié publié par Météo-France en novembre 2022.

## Urbanisme

### Typologie
Au 1er janvier 2024, Cléguérec est catégorisée commune rurale à habitat dispersé, selon la nouvelle grille communale de densité à sept niveaux définie par l'Insee en 2022.
Elle est située hors unité urbaine. Par ailleurs la commune fait partie de l'aire d'attraction de Pontivy, dont elle est une commune de la couronne,. Cette aire, qui regroupe 16 communes, est catégorisée dans les aires de moins de 50 000 habitants,.

### Occupation des sols

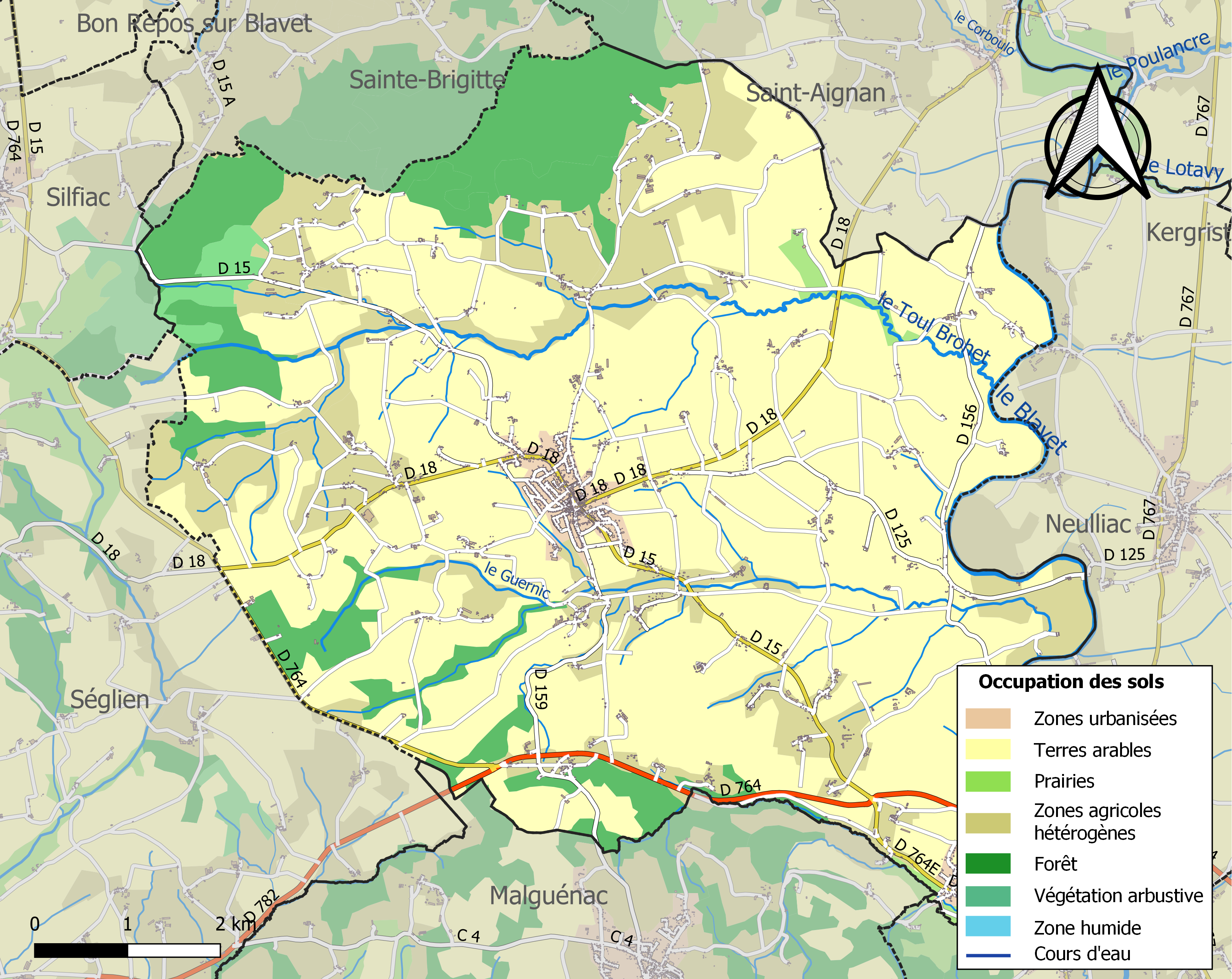
Carte des infrastructures et de l'occupation des sols de la commune en 2018 (CLC).

Le tableau ci-dessous présente l'occupation des sols détaillée de la commune en 2018, telle qu'elle ressort de la base de données européenne d’occupation biophysique des sols Corine Land Cover (CLC). L
| Type d’occupation                                                                   | Pourcentage | Superficie (en hectares) |
| ----------------------------------------------------------------------------------- | ----------- | ------------------------ |
| Tissu urbain discontinu                                                             | 1,9 %       | 122                      |
| Terres arables hors périmètres d'irrigation                                         | 64,2 %      | 4051                     |
| Prairies et autres surfaces toujours en herbe                                       | 0,8 %       | 48                       |
| Systèmes culturaux et parcellaires complexes                                        | 15,8 %      | 995                      |
| Surfaces essentiellement agricoles interrompues par des espaces naturels importants | 3,7 %       | 234                      |
| Forêts de feuillus                                                                  | 6,6 %       | 418                      |
| Forêts de conifères                                                                 | 3,0 %       | 189                      |
| Forêts mélangées                                                                    | 3,0 %       | 189                      |
| Forêt et végétation arbustive en mutation                                           | 1,0 %       | 64                       |
| Source : Corine Land Cover                                                          |             |                          |

## Toponymie
Le nom breton de la commune est Klegereg.
Il existe différentes hypothèses concernant l'origine du nom. Il pourrait venir de kleger, qui signifie "rocher" en breton (moyen-breton) et en gallois. Le sol de Cléguérec est effectivement très rocheux. Le nom de la commune pourrait aussi dériver du saint patron de l'église communale, saint Guérec, un saint thaumaturge venu du Pays de Galles.

## Histoire

### Préhistoire
L'Histoire de Cléguérec remonte au néolithique tardif. On a retrouvé une allée couverte de plus de 20 mètres de long au lieu-dit de Bot-er-mohed datant de 3 000 avant notre ère. Nommée « chambre des nains » (kambr an torriganed), il s'agirait sans doute d'une chambre funéraire. Une autre allée couverte de douze mètres de long, appelée « maison des nains » (Ti an torriganed) s'élève entre les hameaux de Bot-er-Barz et du Gouvello. Deux ou trois menhirs se dressent dans la région de Cléguérec, dans la forêt de Quénécan.

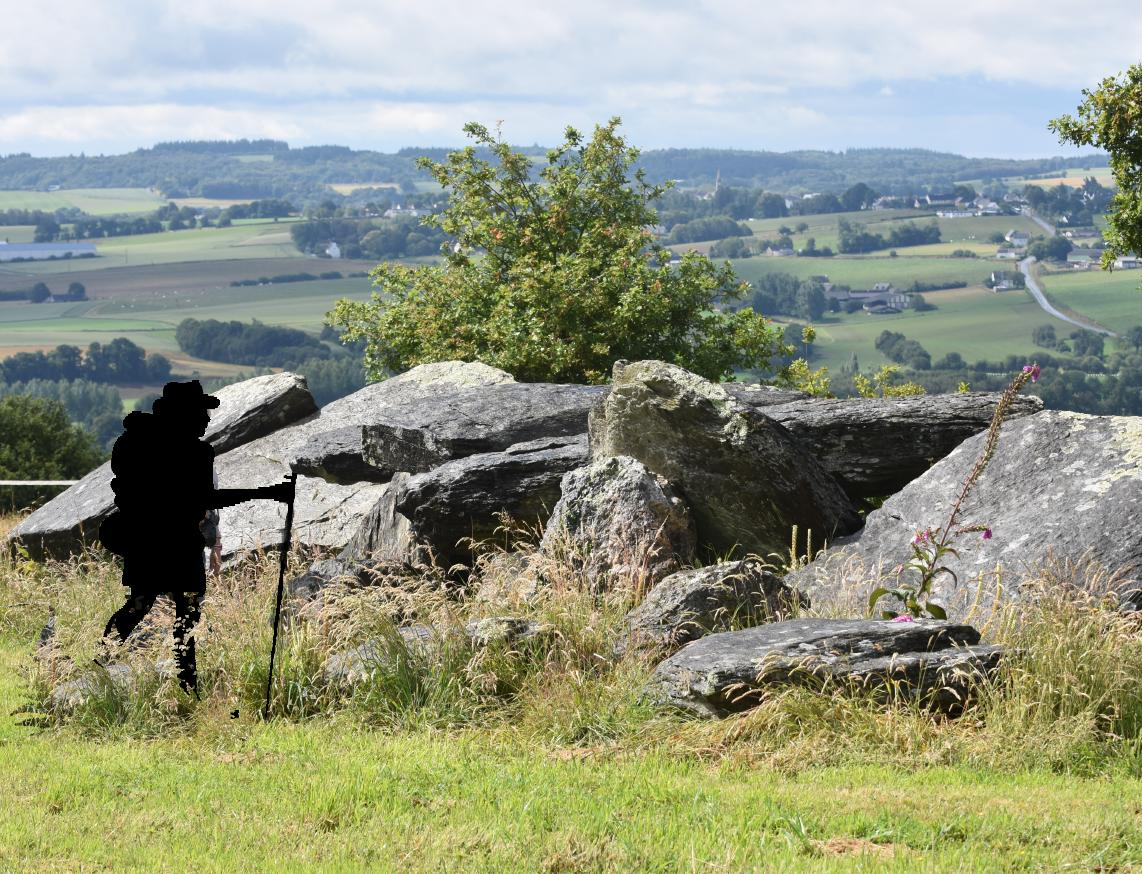
Allée couverte de Bot er Mohed.

La découverte d'un certain nombre d'outils, tels que des haches en bronze, atteste également la présence de tribus armoricaines avant la venue des Celtes.

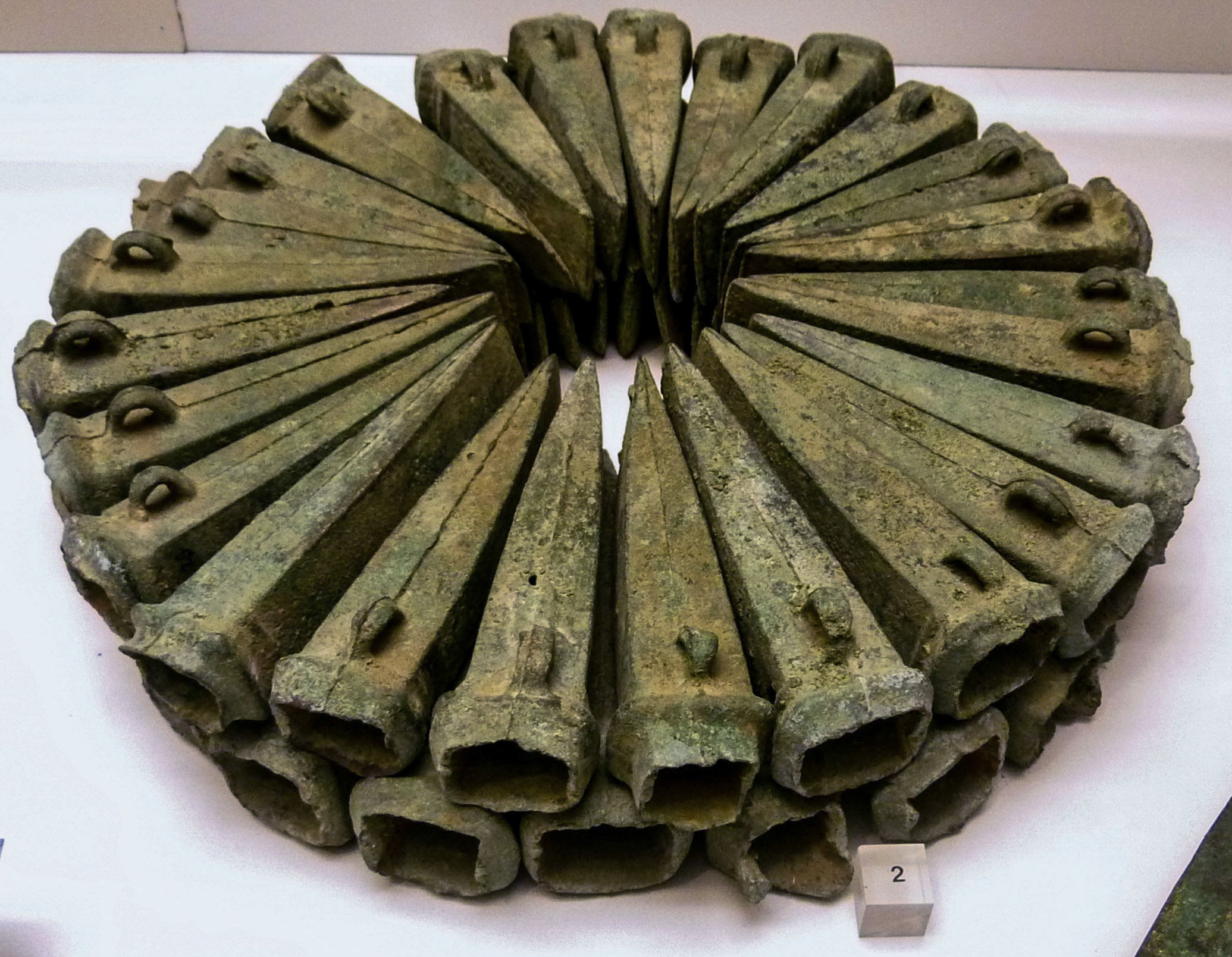
Haches à douille du dépôt de Quélenesse en Cléguérec trouvées en 1970 (Musée de préhistoire de Carnac).

### Antiquité
Sur la commune on a également retrouvé des traces d'habitat romain.

### Moyen Âge
La première mention de la commune a été retrouvée dans un cartulaire de l'abbaye de Redon de 871. Le traité mentionnant le nom de « Klegeruc », règle un litige territorial entre les moines de l'abbaye et le vicomte de Porhoët, nommé Alfrit, un seigneur local. Ses terres s'étendaient sur une grande partie de la Bretagne centrale. Le litige aurait été réglé par le roi Nominoë ou Salomon.
Au XIIe siècle, le vicomte de Porhoët donne à son frère Alain la partie ouest de son comté. C'est la naissance du comté des Rohan, qui a une importance primordiale dans la Bretagne d'Ancien Régime. Du XIIe siècle jusqu'à la Révolution, Cléguérec dépendait donc du comte de Rohan. La commune était divisée en 20 seigneuries, comme l'attestent encore aujourd'hui la présence de nombreux manoirs. La commune était également une paroisse-mère, dont dépendaient deux chapelles tréviales : celles de Saint-Aignan et celle de Sainte-Brigitte, aujourd'hui communes indépendantes.
Selon un aveu de 1471, la châtellenie de Gouarec, un des trois membres de la vicomté de Rohan, « s'étendait sur treize paroisses ou trèves : Plouray, Mellionec, Plouguernével, Saint-Gilles, Gouarec, Plélauf, Lescouët, Penret ou Perret, Sainte-Brigitte, Silfiac, Cléguérec (partie nord), Saint-Aignan, Saint-Caradec, Trégomel. La résidence seigneuriale, dans cette châtellenie, était le château de Penret, aussi appelé le château des Salles, en Sainte-Brigitte ». Selon le même aveu de 1471, la partie sud de Cléguérec était au sein de la Vicomté de Rohan, une des 46 paroisses ou trèves de la seigneurie proprement dite de Rohan.
Selon Jean-Baptiste Ogée, Cléguérec comptait les maisons nobles suivantes : en 1380, Bezidel, à Guillaume du Faou, sieur du Nervois ; le manoir de Penroët, au vicomte de Rohan ; en 1400, Lennor, à Guillaume de Bodrinon ; le Tertre, à Guillaume de Kermabo ; Rozambartz à N. Beauregard ; le manoir de Rosmar, à Olivier de la Cour ; celui de Rostelouen, à Olivier L'Amoureux ; et Bospleven, basse justice.

### Temps modernes

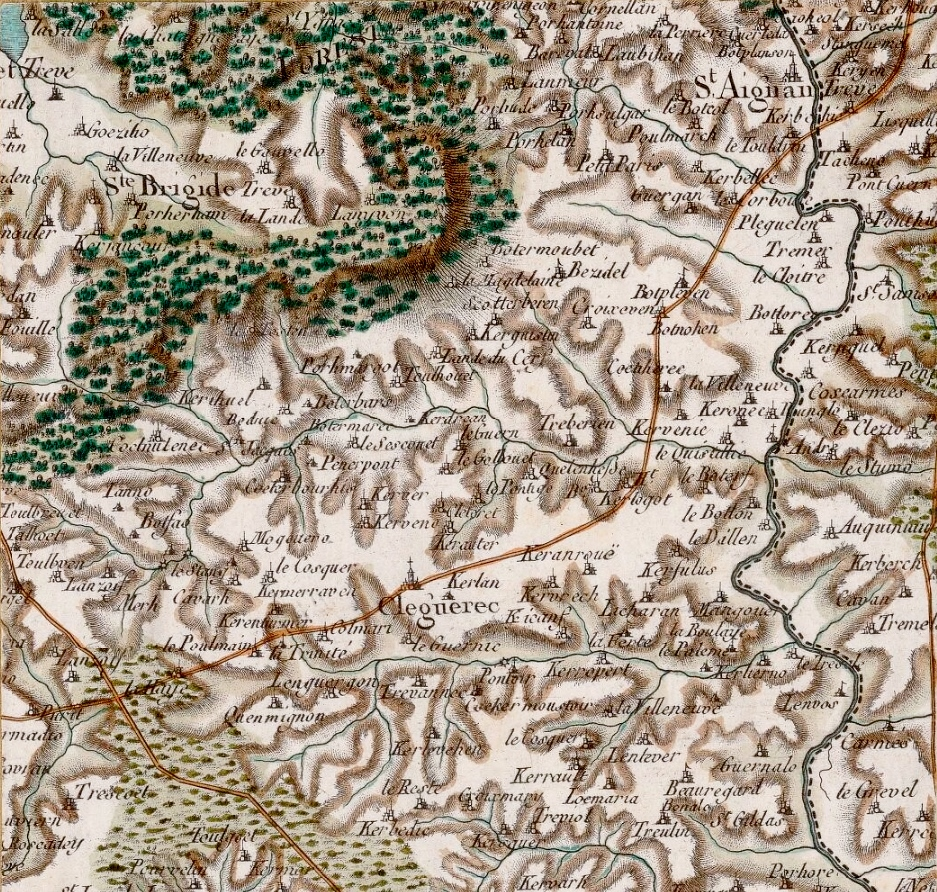
Carte de Cassini de la paroisse de Cléguérec et de ses trèves de Sainte-Brigitte (Sainte-Brigide) et Saint-Aignan (1787).

« Il y avait tout un groupe de paroisses, entre la chaîne du Mené et les Montagnes Noires, dont les principales étaient Bothoa, Laniscat, Cléguérec (soit 15 000 à 20 000 âmes) qui depuis dix ans ne payaient ni dixièmes ni capitation : c'est contre ces paroisses que marcha [en juillet 1719] le régiment de Champagne ».
Jean-Baptiste Ogée décrit ainsi la paroisse de Cléguérec en 1778:

« Cléguérec ; à 12 lieues et demie au Nord-Nord-Ouest de Vannes, son évêché ; à 22 lieues de Rennes ; et à 2 lieues un sixième de Pontivi, sa subdélégation. Cette paroisse, fondée l'an 870, ressortit à Ploermel et compte 7 600 habitants, y compris ceux de Saint-Aignan et de Sainte-Brigitte, ses trèves. M. le Duc de Rohan en est le seigneur. La cure est à l'alternative. Ce territoire, occupé en grande partie par la forêt de Quénécan et par des landes d'une étendue immense, est très peu cultivée : les terres en labeur sont de la meilleure qualité et l'on ne peut concevoir pourquoi les habitants ne s'empressent pas de défricher tout le terrein [terrain] inculte qui les récompenseraient largement de leurs travaux. »

### Révolution française
À la Révolution, Cléguérec est nommé chef-lieu de canton. Cette nomination atteste l'importance relative de la commune et de son influence sur la région. Elle est restée chef-lieu de canton jusqu'en 2014, lors du redécoupage cantonal.

### LeXIXesiècle
A. Marteville et P. Varin, continuateurs d'Ogée, décrivent ainsi Cléguérec en 1843 :

« Cléguérec, sous l'invocation de saint Guérec, commune formée de l'ancienne paroisse de ce nom, moins Saint-Aignan et Sainte-Brigitte, ses trèves : aujourd'hui cure de 2me classe ; chef-lieu de perception. (...) Principaux villages : Pont-er-Moet, Veroidic, Tréberien, Kerdréan, Bot-er-Bage, Bodine, Coët-Nohennet, Lausoiff, le Mangouéro, Carvach, le Cosquer, Colmario, Quéleuessec, Kerligot-d'en-Bas, Kerauroué, Kervrech, Dilieu, Quémignon, Lunguernon, Kerbédic, le Reste, Tréviol, Locmaria, Trévelin, Fournan, Porhors, Logueltas, Lenios, Lintener, Beauregard. Superficie totale : 6 298 hectares, dont (...) terres lavourables 2 883 ha, prés et pâturges 601 ha, bois 554 ha, vergers et jardins 84 ha, landes et incultes 2 002 ha, châtaigneraie 1 ha (...). Moulins de Boduie, Botmers, Trévelin, Fournan, de la Ferté, Kerropert, Chuguens. Outre Saint-Aigan et Sainte-Brigitte, Cléguérec comptait huit chapelles desservies. Ces huit chapelles sont restées dans la commune actuelle. L'église a été construite à plusieurs reprises, mais la nef semble fort ancienne. (...) La tradition rapporte avec mille circonstances bizarres qu'il y a eu jadis une abbaye près de Trévéol. (...) La forêt de Quénécan occupe une partie du nord et du nord-ouest. Il y a foires à Saint-Jacques le 25 juillet ; une autre foire, dite de la Saint-Andréa a lieu le 30 novembre. Géologie : le schiste talqueux prédomine. On exploite près du village de Boduic une carrière qui produit des schistes de couleurs variées et qui produisent un effet original dans les constructions. On parle le breton. »

Le 22 mai 1869, une importante météorite nommée Keranroué s'est écrasée dans un champ au village de Keranroué, près du lavoir. Le lendemain, les habitants ont retiré d'un trou de 1,10 mètre de profondeur et 1,80 mètre de diamètre une pierre d'aspect noirâtre, d'entre 40 et 50 kg. Ils la brisèrent espérant y trouver des métaux précieux. Deux jours plus tard, M. Pobéguin, percepteur à Cléguérec, rapporte un morceau de 16,5 kg. Le surlendemain, le Comte de Limur, membre de la Société polymathique du Morbihan, note des témoignages rapportant la peur des habitants, qui brisèrent immédiatement la météorite. Le trou fait par le « bolide » avait une profondeur d'environ 1 mètre.
Aujourd'hui, la commune possède 38 grammes de cet aérolite (une chondrite), le reste ayant été distribué dans toute l'Europe (Paris, Londres au British Museum, Stockholm, Vienne, Rome, Vatican, musée de Troyes, château de Wassy...).
Le docteur Afred Fouquet écrit en 1874 que le canton de Cléguérec, qui a alors 13 315 habitants, ne dispose pas d'un seul médecin.
Lors des élections législatives de 1876 « de nombreux témoins ont déposé qu'à Pluméliau, à Cléguérec, à Moustoir-Ac, à Baud, à Séglien, à Locuon, à Naizin, à Noyal-Pontivy, et dans un grand nombre d'autres communes, les curés et les vicaires se tenaient, le jour du scrutin, à la porte des sections de vote, surveillaient les bulletins, déchiraient ceux de M. Cadoret, forçaient les électeurs à prendre ceux de M. de Mun, et les conduisaient voter ».

### LeXXesiècle

#### Le début duXXesiècle

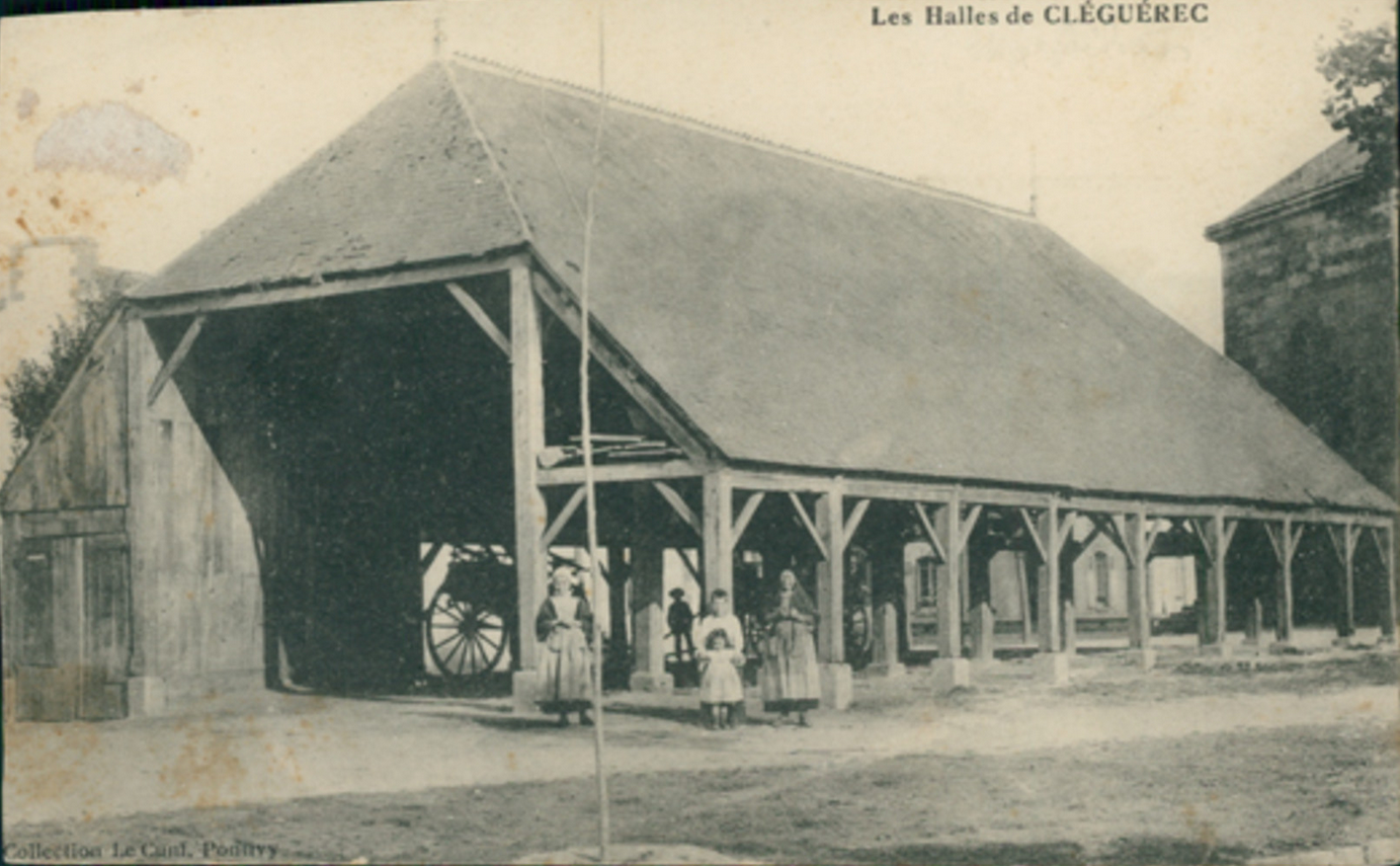
Les anciennes halles de Cléguérec au début du XXe siècle (carte postale Le Cunf).
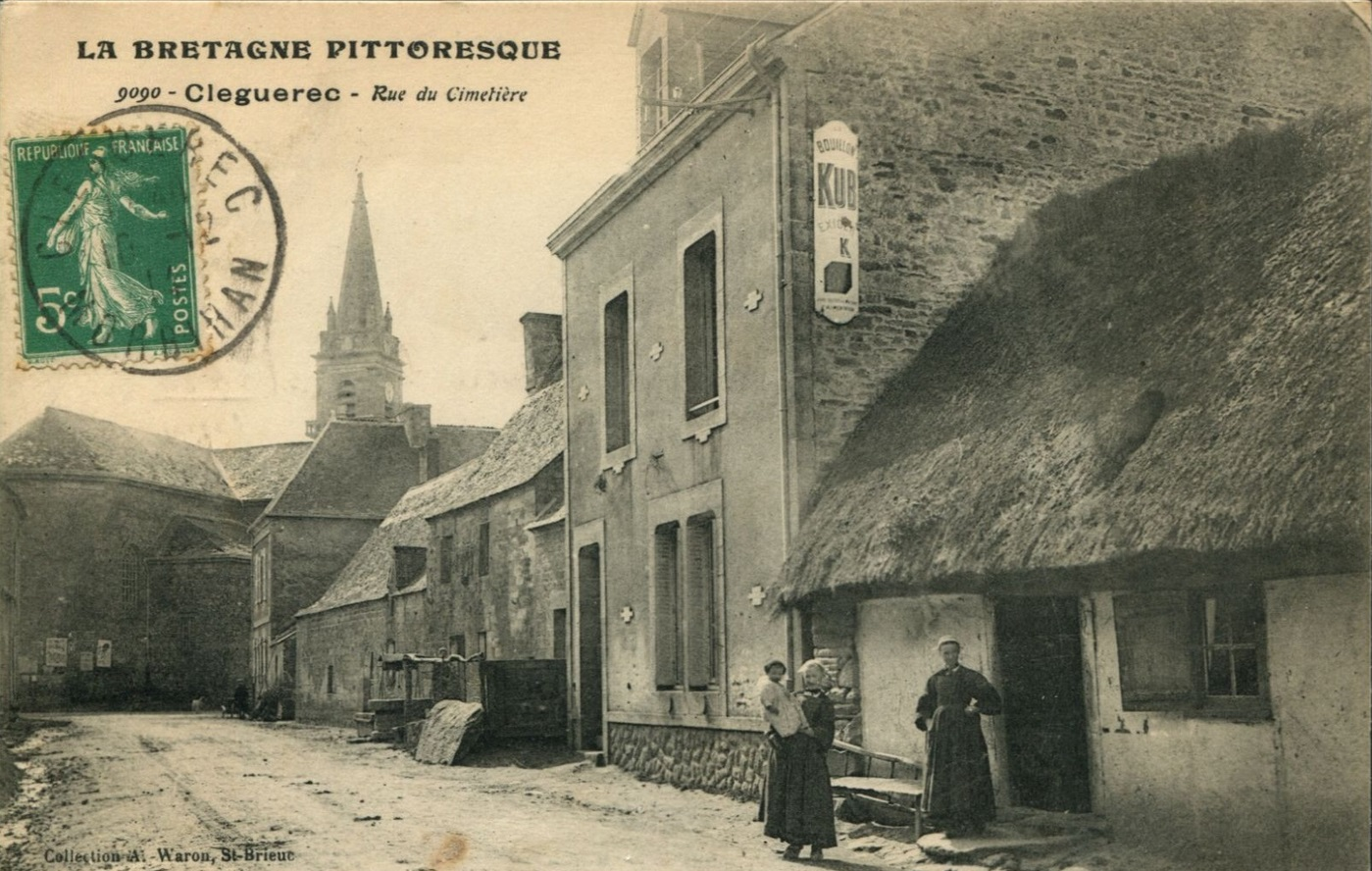
La rue du cimetière au début du XXe siècle  (carte postale Armand Waron).
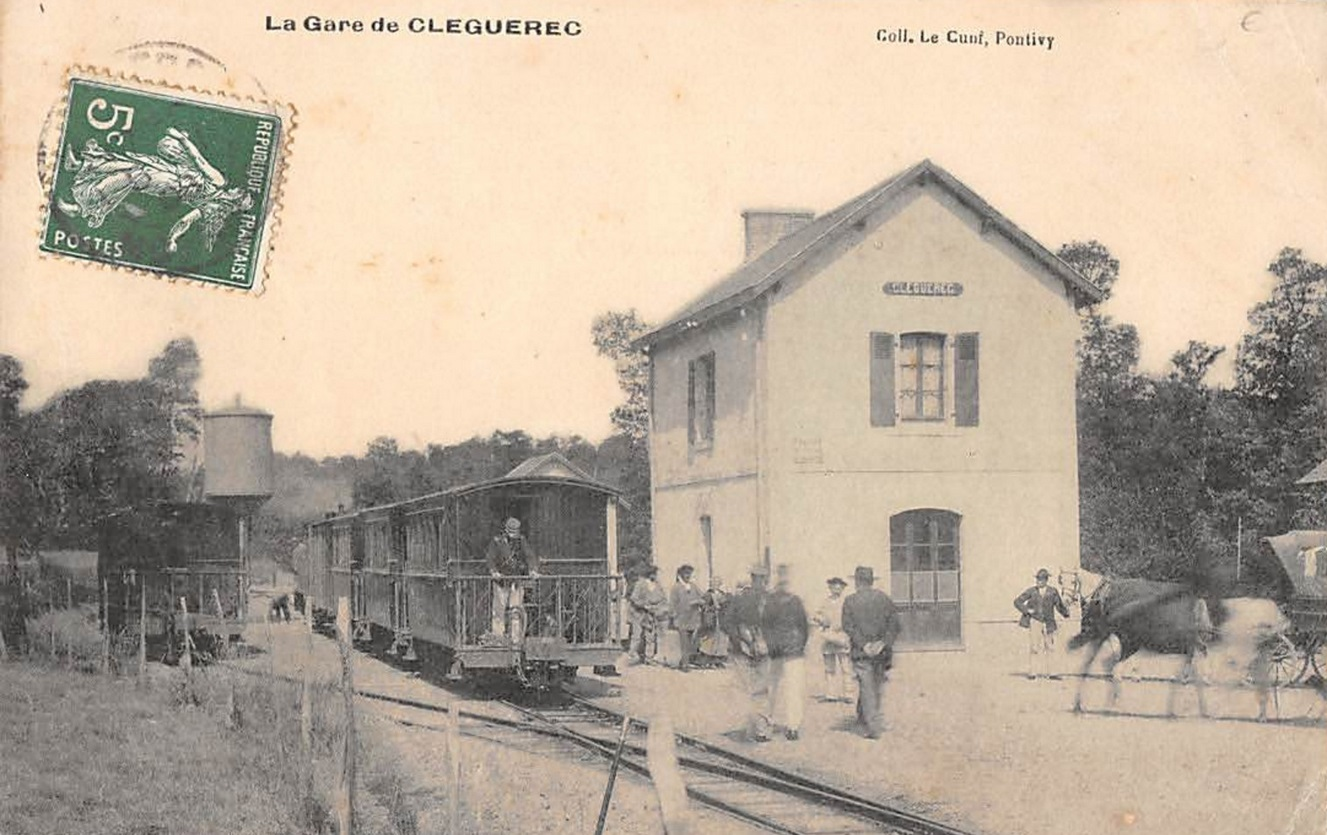
La gare de Cléguérec au début du XXe siècle (carte postale Le Cunf).

#### La Première Guerre mondiale
Le monument aux morts de Cléguérec porte les noms de 185 soldats morts pour la France pendant la Première Guerre mondiale.

### L'Entre-deux-guerres
Le monument aux morts de Cléguérec est inauguré le 11 novembre 1923 par Alphonse Rio, sous-secrétaire d'État à la Marine marchande.

#### La Seconde Guerre mondiale
Le monument aux morts de Cléguérec porte les noms de 31 personnes mortes pour la France pendant la Seconde Guerre mondiale.
Des Cléguérécois furent résistants : par exemple, selon un témoignage, « un détenu de Cléguérec était tabassé tous les jours. On voulait lui faire avouer des choses qu'il n'avait pas faites. Quelle leçon de courage il nous a donnée ! Il s'appelait Jérome Frabulet. Un soir ils lui ont attaché les mains derrière le dos, entravé les jambes, puis ils lui ont mis une ficelle autour des parties [génitales], l'ont tortillée avec une pointe. Les organes génitaux sont devenus noirs ».
Parmi les résistants victimes des Allemands, Julien Guidard, résistant FTPF, fut atrocement torturé à la prison de Locminé et mort sous la torture le 21 juillet 1944.

#### L'après Seconde Guerre mondiale
Un soldat originaire de Cléguérec (Jean Le Bigaut) est mort pour la France pendant la Guerre d'Indochine et deux (Albert et François Guillemot) pendant la Guerre d'Algérie.

## Blasonnement
|  | Les armoiries de Cléguérec se blasonnent ainsi : D’azur au chevron d’or chargé de trois mouchetures d’hermine de sable, accompagné en chef à dextre d’un rencontre de cerf, à senestre d’un poirier, et en pointe de quatre macles en sautoir, le tout d’or. Conc. P. Le Denmat. |

Ce blason a été créé en 1983 par Pierre Le Denmat et déposé en 1987 à la commission nationale d'héraldique. Le cerf est une référence à la forêt de Quénécan. Le poirier rappelle la production traditionnelle de poiré. Les hermines rappellent la Bretagne. Le fond azur est référence au blason des seigneurs de la Boulaye de Cléguérec. Les mâcles sont ceux présents sur le blason des Rohan (de gueule au neuf mâcles d'or).

## Politique et administration

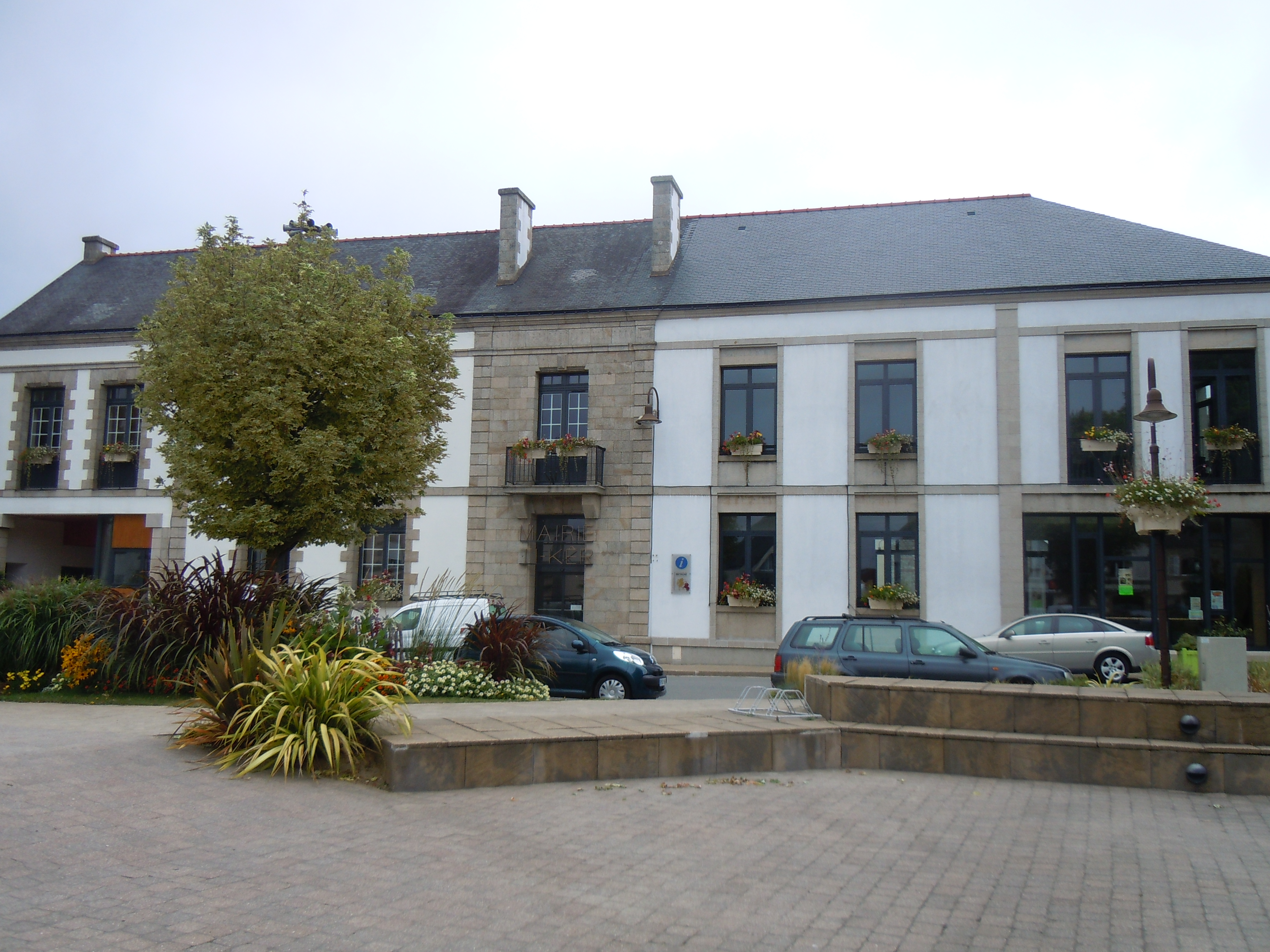
La mairie.

## Démographie
L'évolution du nombre d'habitants est connue à travers les recensements de la population effectués dans la commune depuis 1793. Pour les communes de moins de 10 000 habitants, une enquête de recensement portant sur toute la population est réalisée tous les cinq ans, les populations de référence des années intermédiaires étant quant à elles estimées par interpolation ou extrapolation. Pour la commune, le premier recensement exhaustif entrant dans le cadre du nouveau dispositif a été réalisé en 2004.

En 2022, la commune comptait 2 849 habitants, en évolution de −3,26 % par rapport à 2016 (Morbihan : +3,82 %, France hors Mayotte : +2,11 %).
| 1793  | 1800  | 1806  | 1821  | 1831  | 1836  | 1841  | 1846  | 1851  |
| ----- | ----- | ----- | ----- | ----- | ----- | ----- | ----- | ----- |
| 3 595 | 3 793 | 3 303 | 3 210 | 3 700 | 3 659 | 3 434 | 3 699 | 3 850 |

| 1856  | 1861  | 1866  | 1872  | 1876  | 1881  | 1886  | 1891  | 1896  |
| ----- | ----- | ----- | ----- | ----- | ----- | ----- | ----- | ----- |
| 3 579 | 3 442 | 3 470 | 3 335 | 3 465 | 3 360 | 3 586 | 3 617 | 3 560 |

| 1901  | 1906  | 1911  | 1921  | 1926  | 1931  | 1936  | 1946  | 1954  |
| ----- | ----- | ----- | ----- | ----- | ----- | ----- | ----- | ----- |
| 3 608 | 3 633 | 3 670 | 3 491 | 3 504 | 3 423 | 3 405 | 3 477 | 3 111 |

| 1962  | 1968  | 1975  | 1982  | 1990  | 1999  | 2004  | 2006  | 2009  |
| ----- | ----- | ----- | ----- | ----- | ----- | ----- | ----- | ----- |
| 3 013 | 2 812 | 2 679 | 2 717 | 2 716 | 2 749 | 2 780 | 2 852 | 2 880 |

| 2014  | 2019  | 2022  | - | - | - | - | - | - |
| ----- | ----- | ----- | - | - | - | - | - | - |
| 2 909 | 2 828 | 2 849 | - | - | - | - | - | - |

## Économie
- Les Moulins de Saint-Armel (fondés en 1984) , une filiale du groupe Les Mousquetaires : fabrication de tartes, viennoiseries et pains, 79 salariés en 2024).

## Culture

### Langue bretonne
La commune a signé la charte Ya d'ar brezhoneg le 13 novembre 2009.
À la rentrée 2017, 33 élèves étaient scolarisés dans la filière bilingue catholique.

### Fêtes
L'association En Arwen organise depuis 1985 des festoù-noz et un festival annuel au mois de mai, le Festival de « Kleg », avec trois jours de fêtes réunissant des milliers de festivaliers. À partir de  2005, le festival de Kleg devient Bombardes & Compagnie et célèbre les bombardes et ses variantes à travers les continents.

## Lieux et monuments

### Abbayes, églises et chapelles
- l'abbaye Notre-Dame de Bon-Repos ;

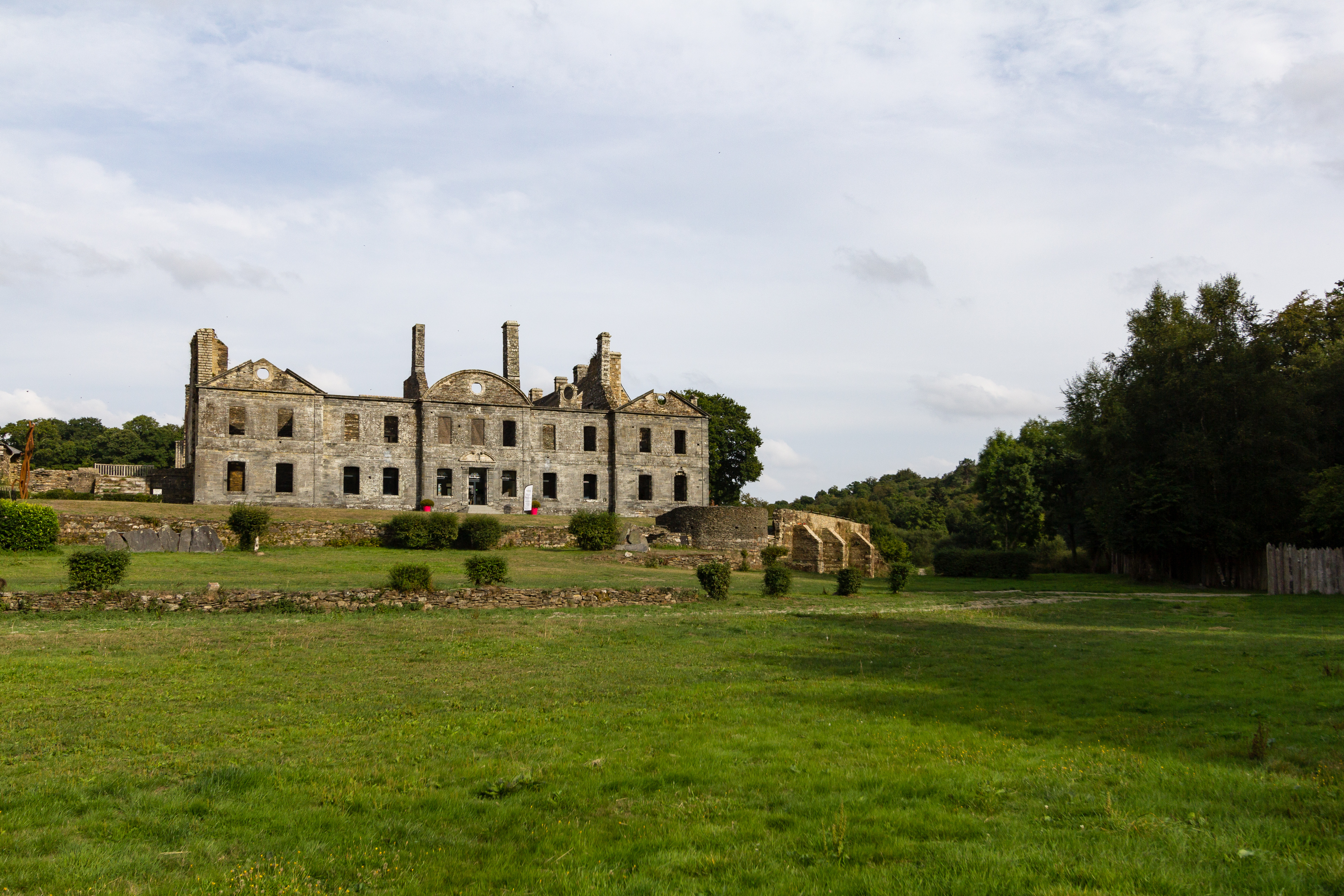
Abbaye Notre-Dame-de-Bon-Repos

- l'église Saint-Guérec (1843-1846) remplace un édifice plus ancien. L'on y a trouvé en 1982, sous l'autel latéral, les ossements des anciens seigneurs de Lenvos et Bot-er-Bartz.

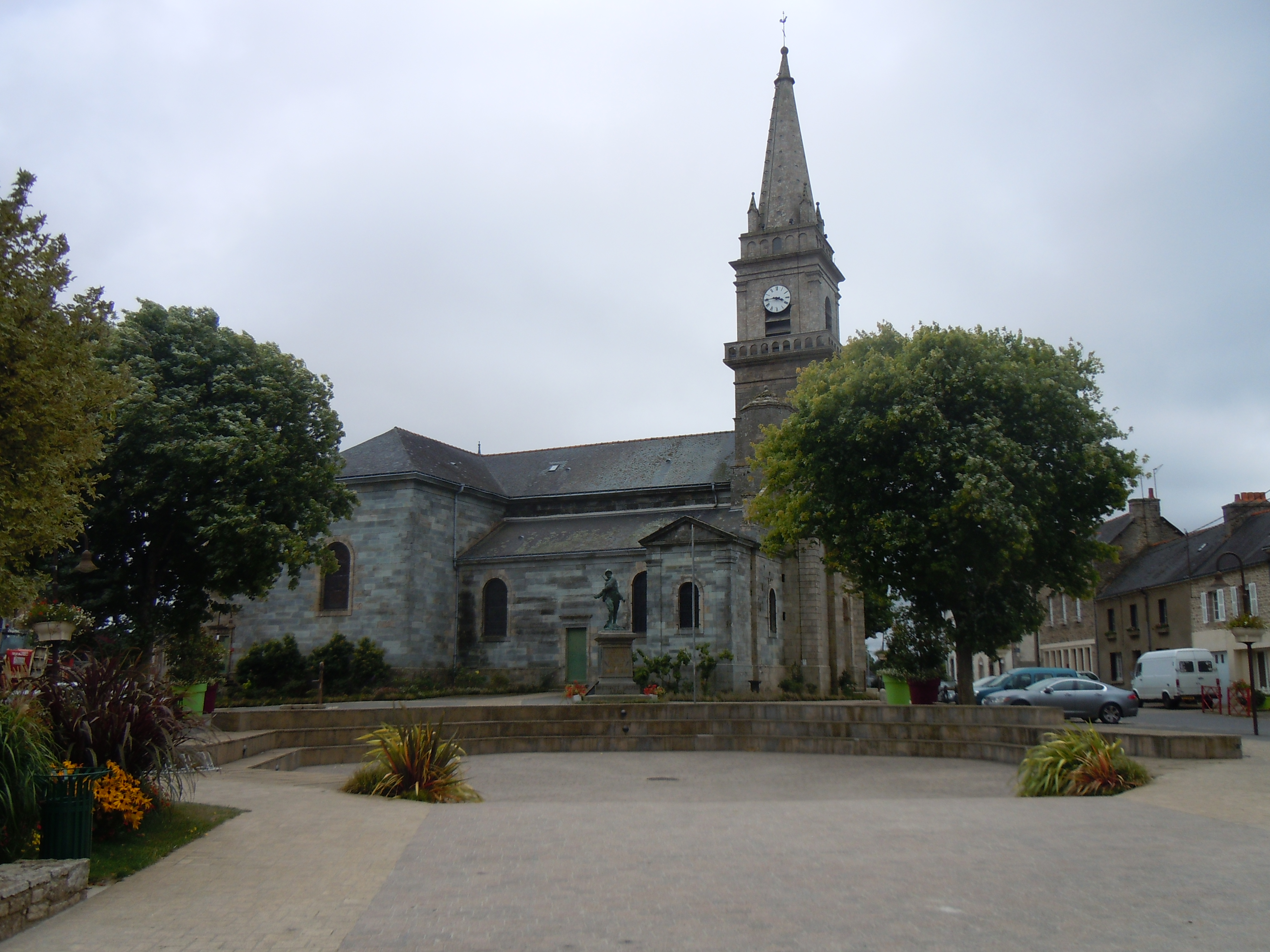
L'église Saint-Guérec.

Occasionnellement, les communes entourant Pontivy et Cléguérec ouvrent les portes de leurs chapelles dans le cadre des expositions « L'art dans les Chapelles », qui y proposent des expositions d'art contemporain. La campagne autour du bourg abrite de nombreuses chapelles :
- la chapelle Saint-Molvan au lieu-dit de Porhors, construite en pierres d'appareil granite de Pontivy et en moellons schisto-gréseux du Briovérien[54]. Rebâtie en 1693, elle est dédiée à saint Molvan depuis des siècles. La tombe du saint patron se trouve dans la nef. On trouve également quatre statues, Notre-Dame de bon secours, saint Molvan, saint Vincent et saint Pierre ;
- la chapelle de la Trinité, datant des XVe  et  XVIe siècles. Y figurent des sculptures grossières en granite. Elle contient un retable en bois de 1594, représentant l'arbre de Jessé. Un autre retable du XVIe siècle montre le Père Éternel tenant le corps de son fils supplicié, tandis que plane la colombe du Saint-Esprit. En plus sont présentes dans la chapelle différentes statues de saints, locaux ou universels. En contrebas de la chapelle se trouve une fontaine classée depuis 1926. Elle date du XVIe siècle et est de style gothique flamboyant. Elle comporte trois bassins, dédiés à La Trinité, à saint Mathurin et à Notre-Dame de la Clarté ;

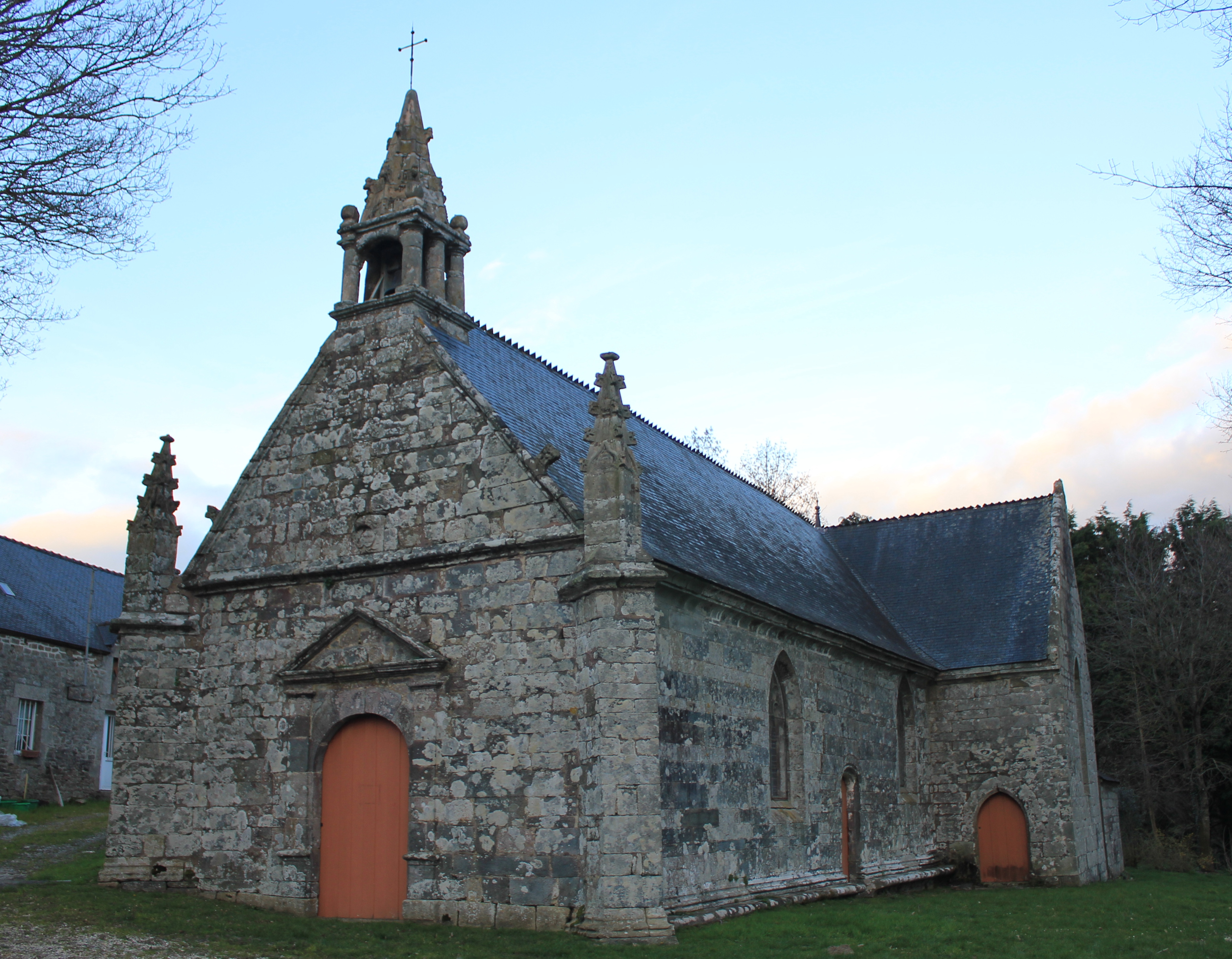
Vue pignon ouest.
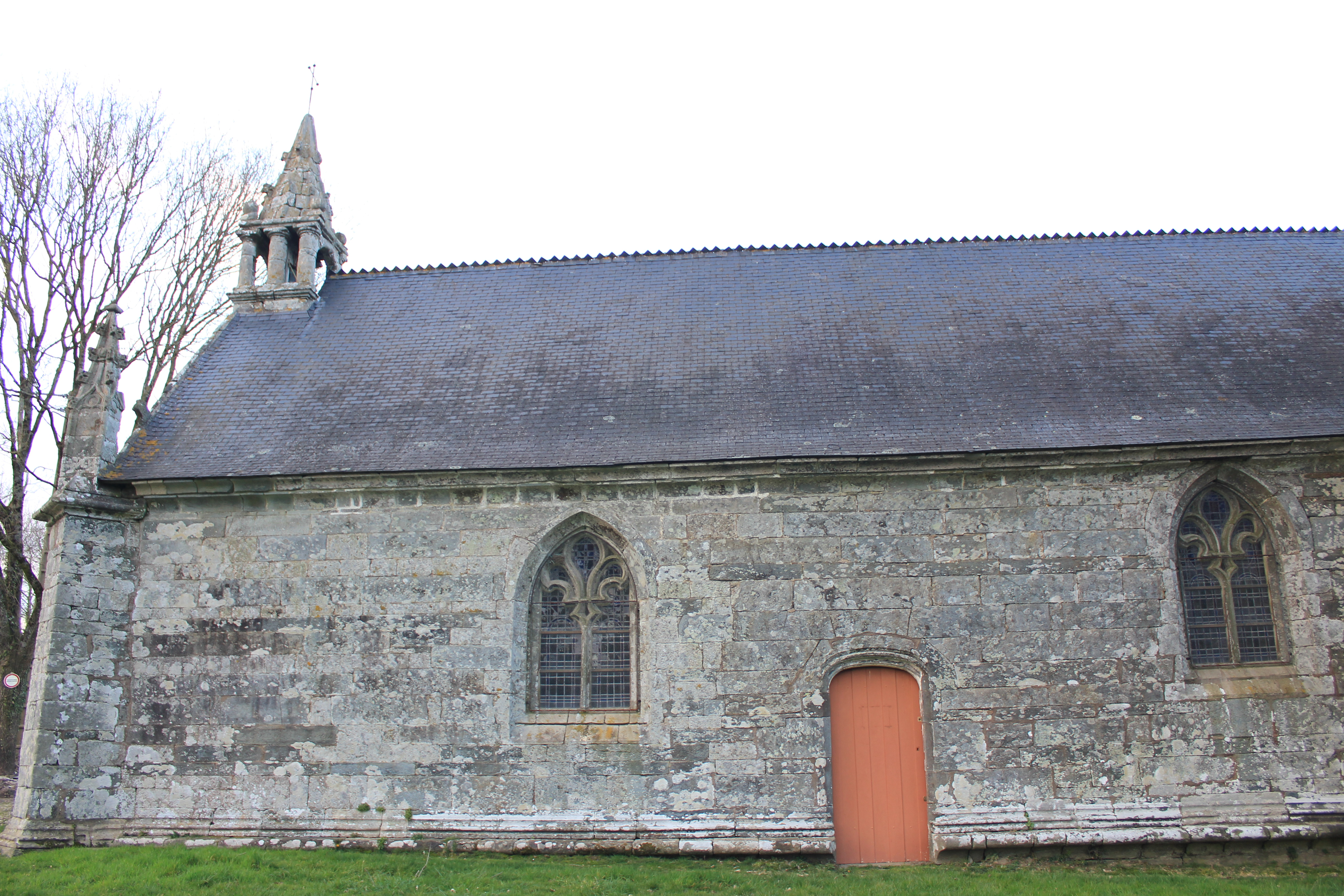
Vue façade sud.
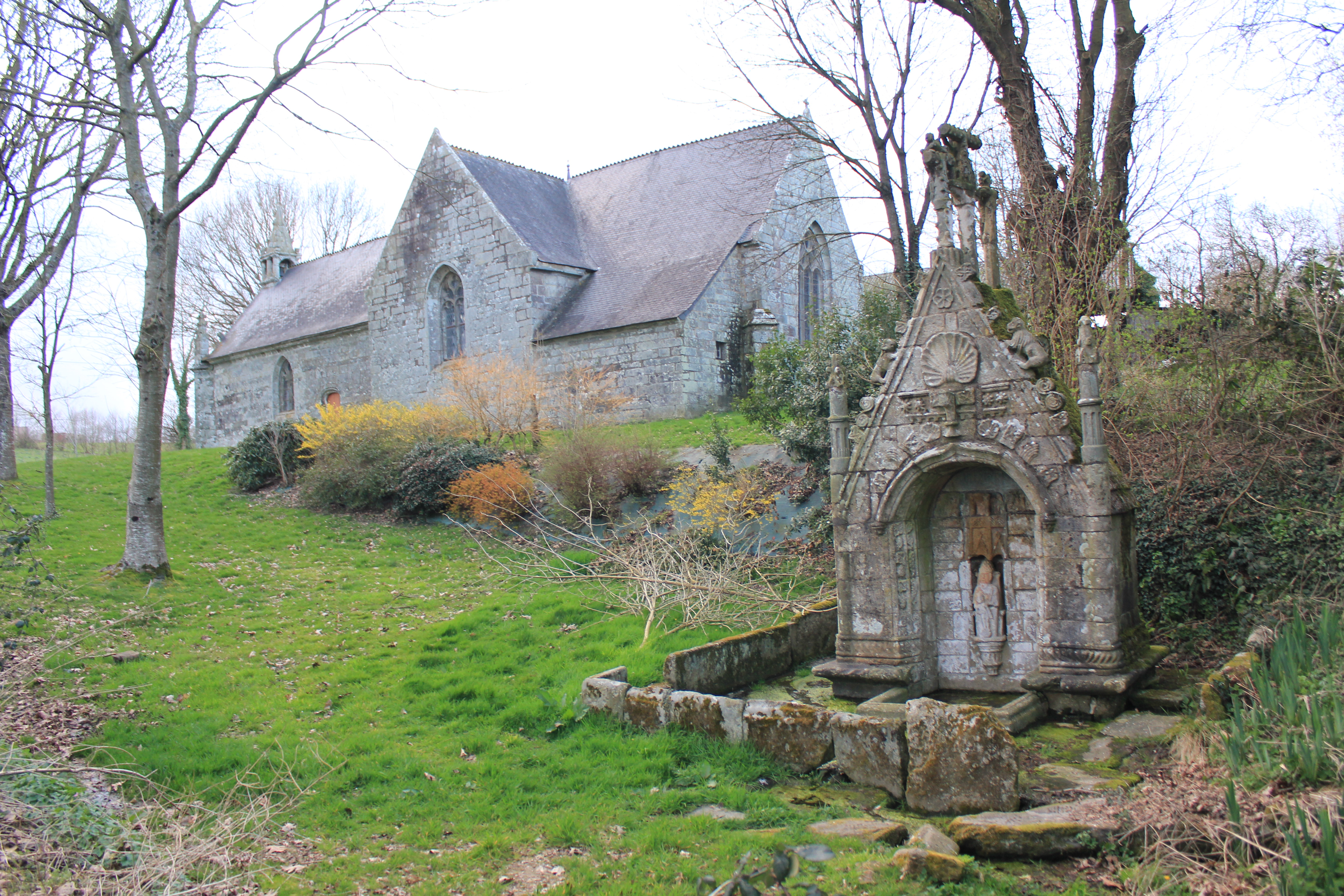
La fontaine en contrebas de la chapelle.
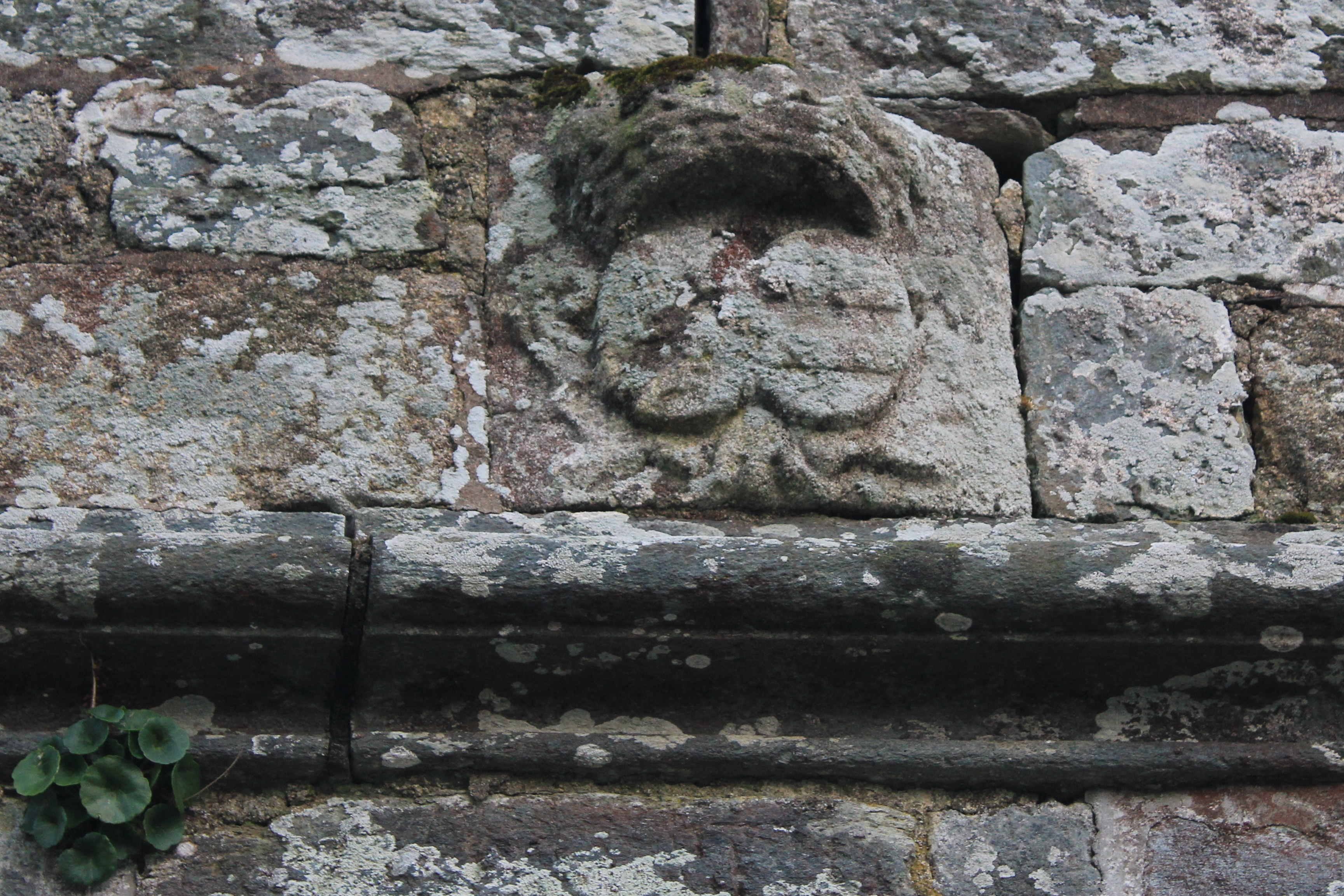
Armoiries sculptées.
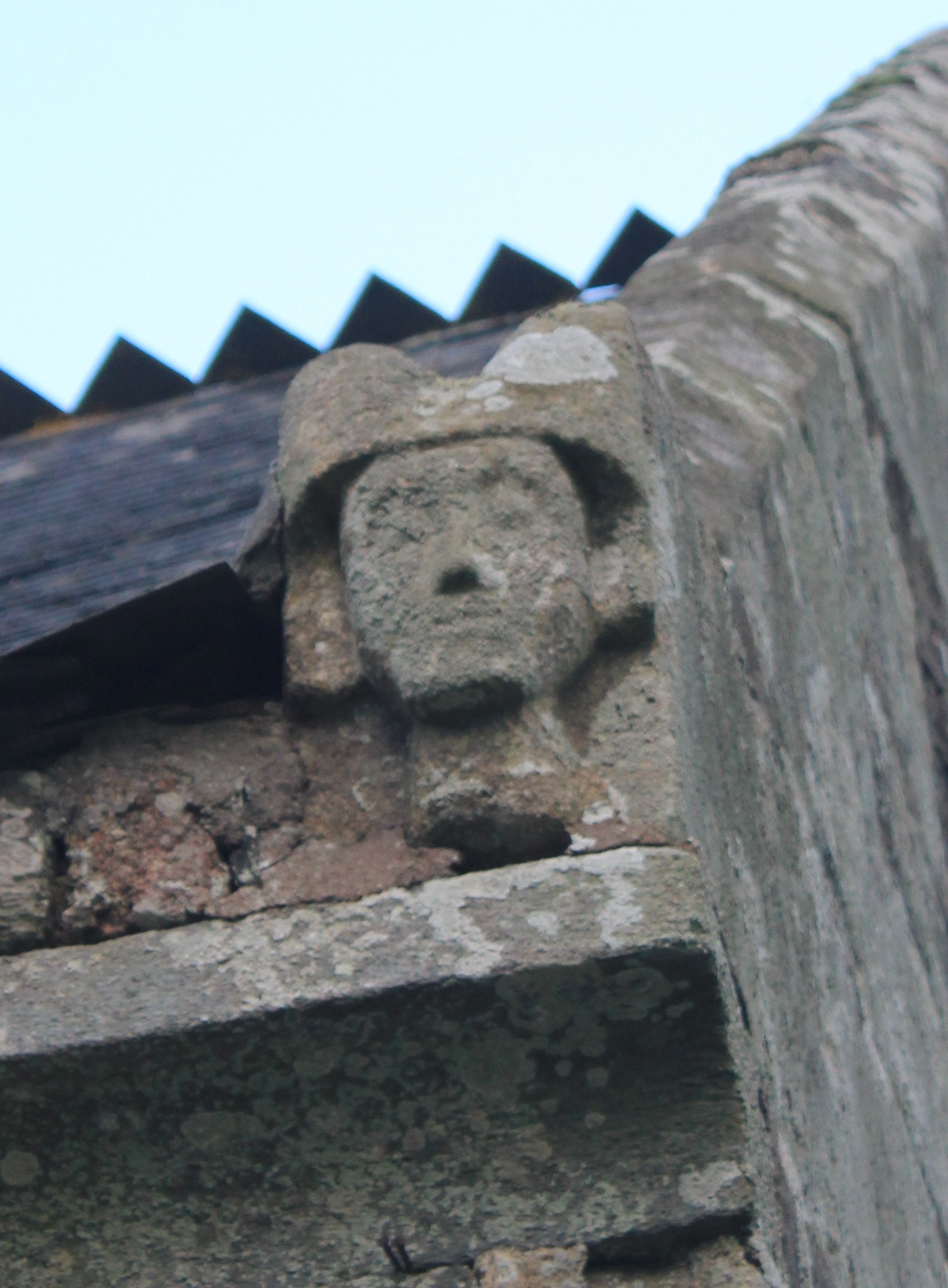
Visage sculptée.

- la chapelle de Locmaria au lieu-dit du même nom. Les fondations de la chapelle doivent dater des premiers temps du christianisme. Elle a été rebâtie en 1787 - 1788 sous l'impulsion du comte de Kergariou, seigneur de Beauregard. Le lieu est consacré à la Vierge depuis le Moyen Âge. Cinq statues se trouvent dans la chapelle : la Vierge à l'Enfant, la Vierge de la Pitié, saint Eutrope, saint Nicolas et un saint évêque ;
- la chapelle Saint-Jean-Baptiste au Pontoir. Elle date peut-être du XVe siècle. Elle a été restaurée dans les années 1655, puis dans les années 1980 - 1990. Un jubé représente le Christ en croix. On trouve en plus deux statues de saint Jean-Baptiste, une Pietà, un saint abbé, un saint évêque et sainte Marguerite ;
- la chapelle de La Madeleine à Bot-er-mohed. Située à la lisière de la forêt, elle a été rebâtie en 1921 sur un édifice plus ancien. Elle marque le début du chemin de croix du Breuil, qui va jusqu'à la crête du Breuil située à 281 mètres d'altitude. On y trouve sept statues : sainte Madeleine, sainte Catherine, saint Guillaume, saint Bieuzy, saint Hervé, saint Barthélémy et le Christ en croix ;
- la chapelle Saint-André à Langlo. La chapelle actuelle date du XVe siècle et se trouve au bord du Blavet. On y trouve une magnifique Vierge à la poire, symbole du pays de Cléguérec, pays du Chistr-Per (poiré). En plus se trouvent une statue de saint André, deux Vierges à l'enfant, saint Armel et saint Nicodème ;

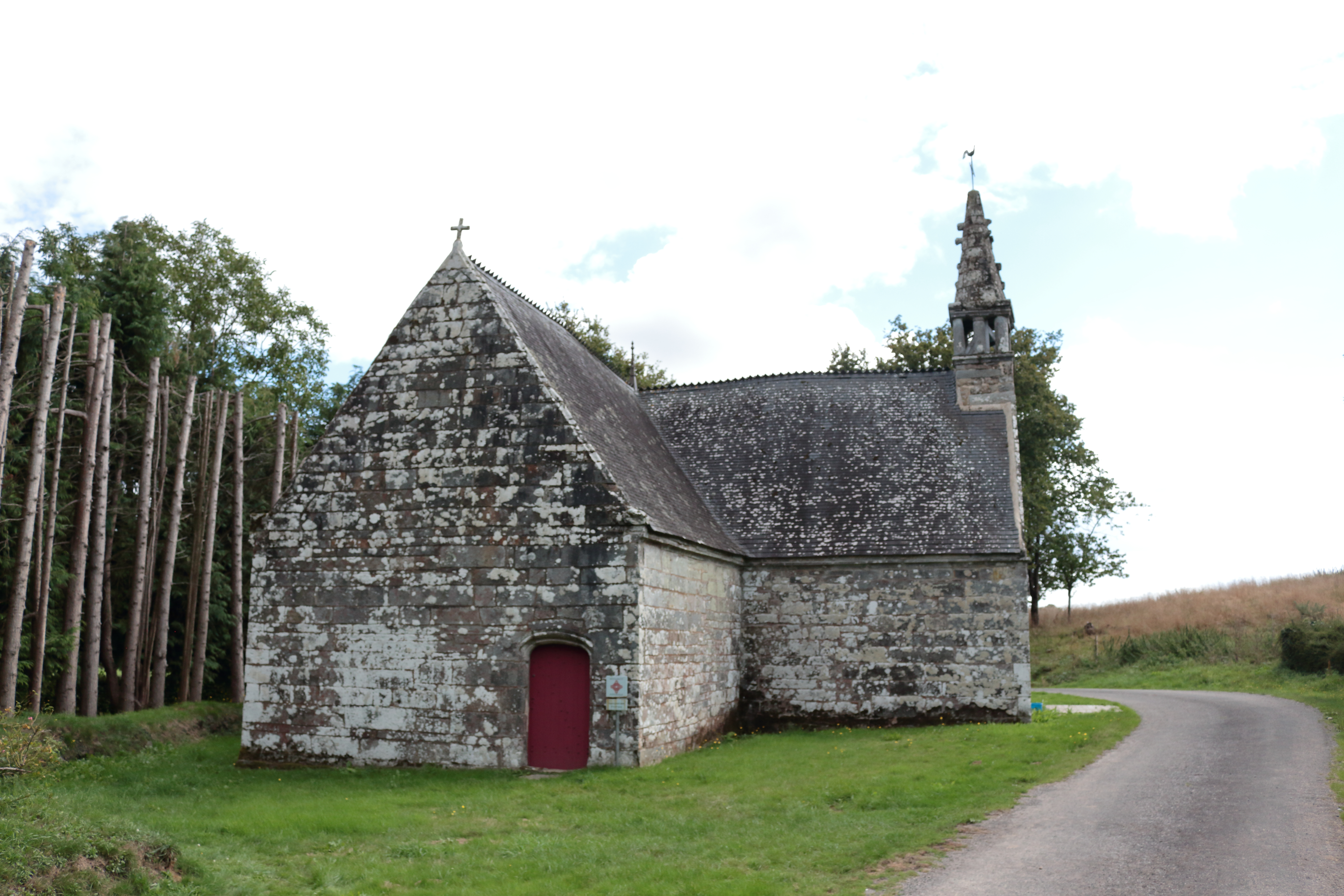
Vue d'ensemble de la chapelle Saint-André.

- la chapelle Sainte-Anne à Boduic. Auparavant sous le patronage de saint Jacques le majeur, elle date du XVe siècle. Elle était le lieu du pardon le plus important de Cléguérec. Lors de la procession, une relique de sainte Anne, offerte en 1877 par un prêtre cléguérecois, est portée dans une châsse de bois. Guillotin de Corson fait état de 3 000 personnes au pardon en 1898. On trouve une statue de saint Jacques le Majeur, sainte Anne, le Christ, saint Antoine, saint Étienne et trois autres statues dans le transept sud, pas clairement identifiées ;
- la chapelle Saint-Gildas à Loqueltas ;

### Châteaux et manoirs
- le château de Beauregard labellisé « Patrimoine du XXe siècle » depuis le 20 juin 2000[55] ;

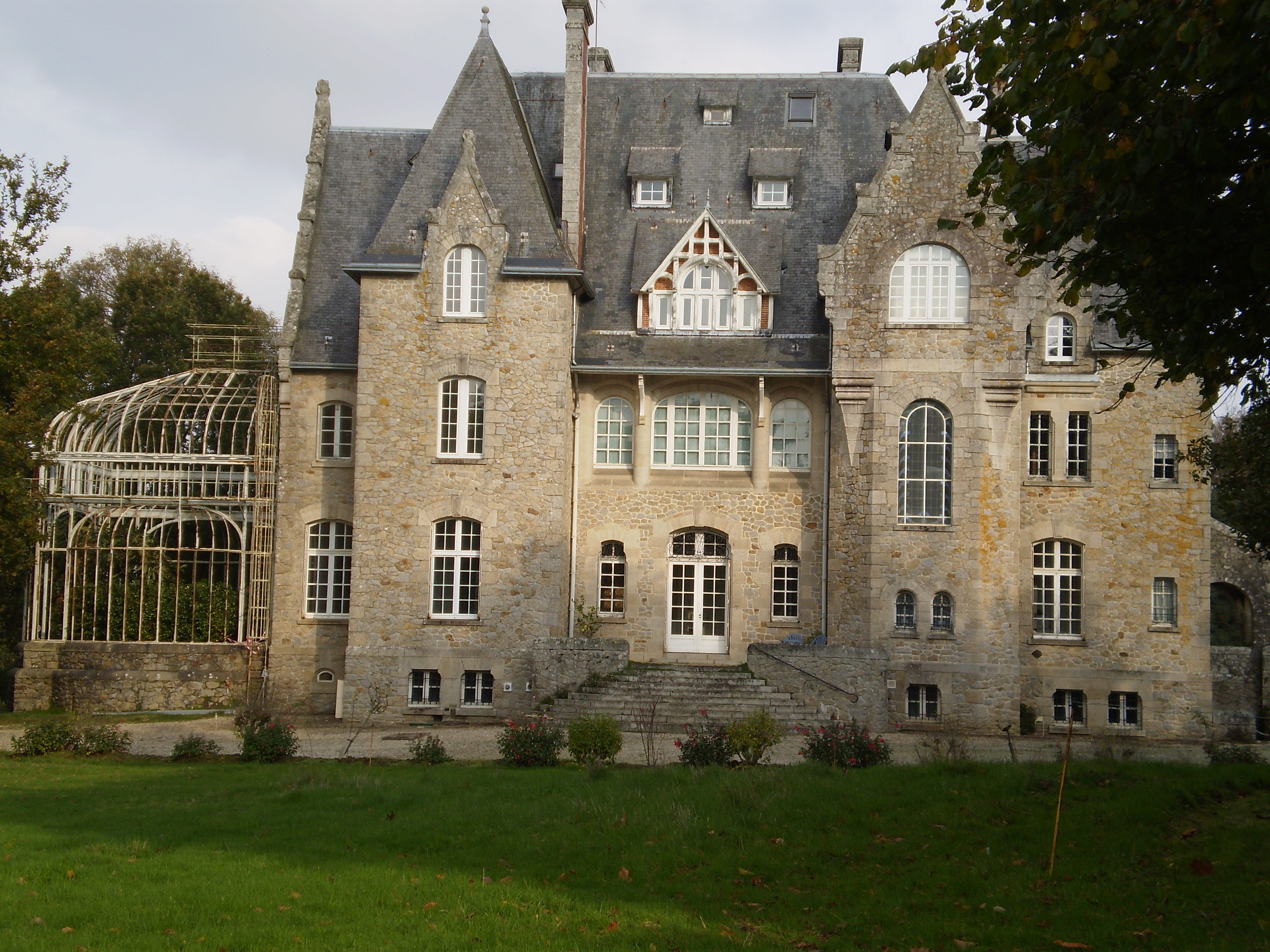
Façade occidentale du château de Beauregard.

- le manoir de Bézidel, date des XVIIe et XVIIIe siècles, il est inscrit à l'inventaire général du patrimoine culturel en 1967[56] ;
- le manoir de Bot Er Barz date du XVIe siècle, il est inscrit à l'inventaire général du patrimoine culturel[57] ;
- le manoir de Botmars date des XVe et XVIe siècles, il est inscrit à l'inventaire général du patrimoine culturel[58] ;
- le manoir de la Boulaye, date des XVIIe et XVIIIe siècles, il est  inscrit à l'inventaire général du patrimoine culturel[59] ;
- le manoir de la Ferté, date des XVIe et XVIIIe siècles, inscrit à l'inventaire général du patrimoine culturel[60] ;
- le manoir de Lenvos, il est  inscrit à l'inventaire général du patrimoine culturel[61] ;
- le manoir de Tresclé date des XVe et XVIe siècles, il est inscrit à l'inventaire général du patrimoine culturel[62] ;
- le manoir de Trévelin date des XVIIe et XVIIIe siècles, il est inscrit à l'inventaire général du patrimoine culturel[63].

### Calvaires
Une trentaine de calvaires sont recensés sur la commune. Entre le schiste de Boduic et le granit de Kerbédic, la pierre est travaillée depuis des millénaires sur la commune. On trouve ces calvaires à la croisée de chemins, au bord des fossés, dans des villages ou même en pleine campagne. Le plus ancien est celui près de la chapelle Saint-Molvan à Porhors. À l'origine, c'était un petit menhir, une stèle de l'époque gauloise. Elle a été christianisée par la sculpture d'une croix pattée, sans doute à l'arrivée de moines évangélisateurs. Au centre-bourg, à l'emplacement de l'ancien cimetière, s'élève un calvaire du XVIIe siècle. Démonté en 1854, à l'occasion du déplacement du cimetière, il a été remisé au fond du cimetière. Il a été remonté à Landaul. Il a retrouvé sa place à Cléguérec dans les années 1990. Le plus récent des calvaires est celui situé au Breuil du chêne. Le Christ de mission en bronze date de 1962.

### Autres sites
La place centrale contient :

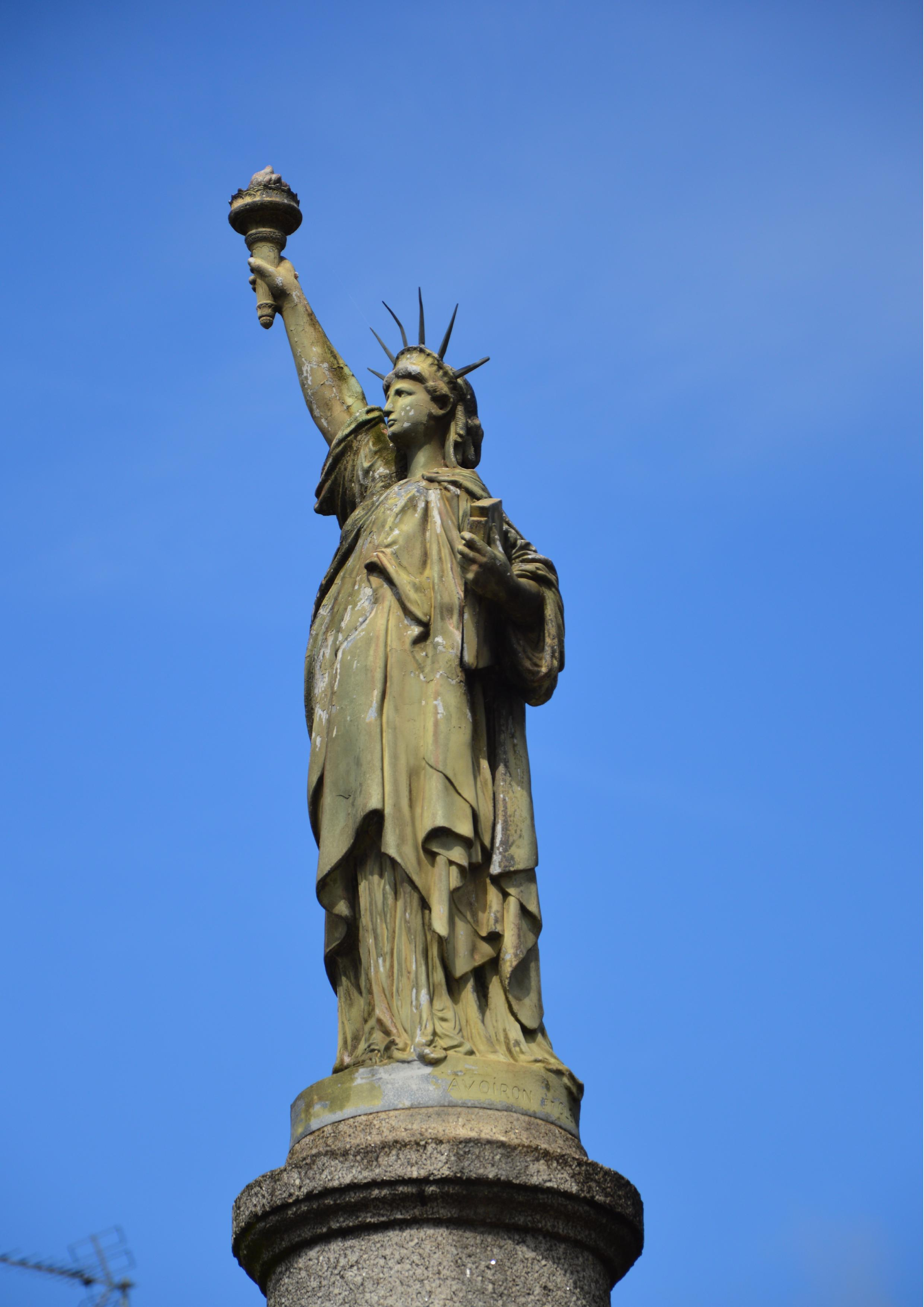
Reproduction de la statue de la Liberté.

- le monument à Joseph Pobéguin. Natif de Cléguérec, Joseph Pobéguin fait partie de la mission Flatters en 1880, en tant que maréchal des logis. La mission Flatters avait pour but de reconnaître un terrain dans le Sahara, en vue de la construction d'un chemin de fer reliant l'Algérie au Sénégal. C'est un échec total : la mission est attaquée par les Touaregs ; les membres de celle-ci qui ne furent pas tués meurent de soif dans le désert début 1881.
- une reproduction de la statue de la Liberté, coulée en 1875 dans le cadre d'une opération de financement du cadeau de la France aux États-Unis[64].
- le monument aux morts, sculpté par Gaston-Auguste Schweitzer, commandé en 1922 sur l'initiative du maire, Louis Mayeux.

### Sites naturels
- à proximité de Cléguérec, dans la forêt de Quénécan, se trouve le lac de Guerlédan ;
- à Saint-Aignan, un musée de l'électricité ;
- l'étang du Pontoir est aménagé ;
- l'allée couverte de Bod-er-Mohed.

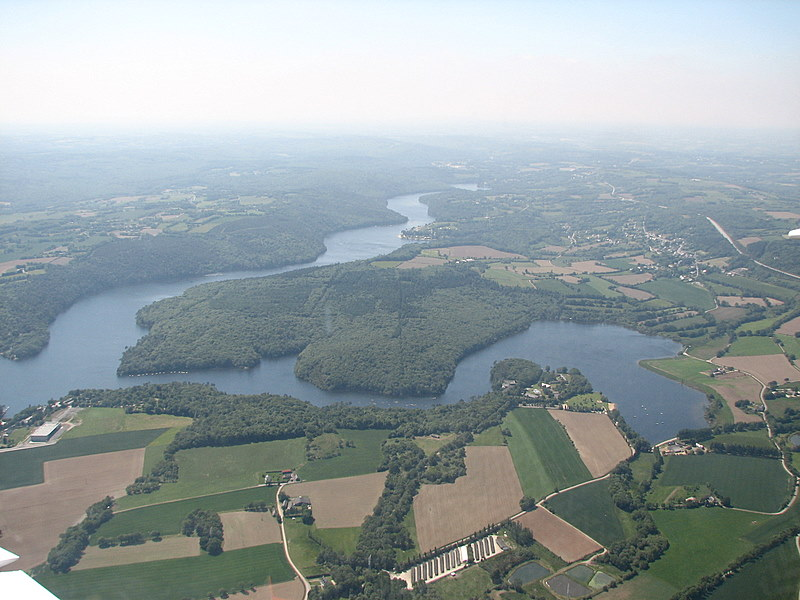
Lac de Guerlédan.
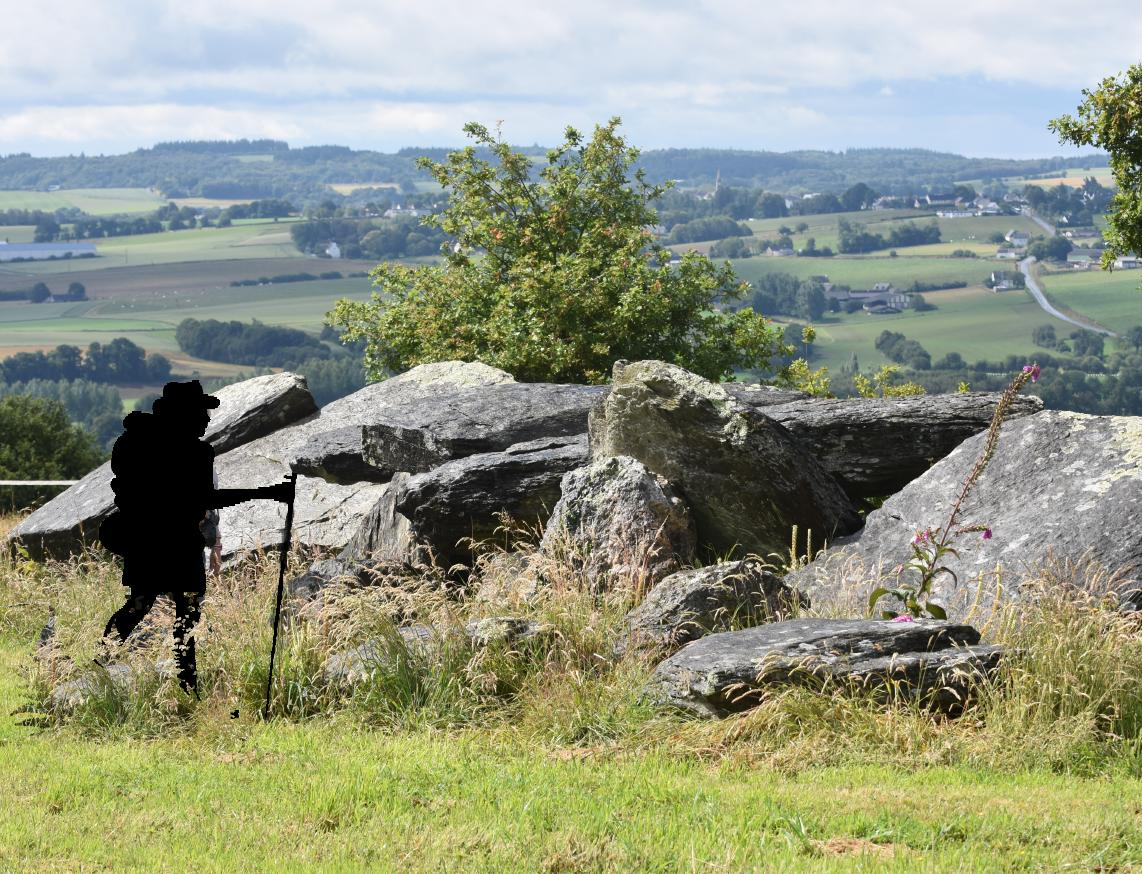
Allée couverte de Bot-er-Mohed.

## Économie
- Industrie agro-alimentaire des « Moulins de Saint-Armel » (80 salariés), Zone industrielle de Bann er Lann (PME agricoles et du bâtiment), fabrication de glace par l'entreprise "Terres bleues".
- Fabrication artisanale du poiré « CHISTR - PER » par Rémi Le Beller.

## Bâtiments publics et services
- Stade omnisports (trois terrains, un terrain de tennis, une salle), une salle polyvalente, deux écoles primaires (public/privé), une garderie, une mairie, un centre de secours et d'interventions, une bibliothèque (une nouvelle bibliothèque associée à un centre informatique), une cantine, une pharmacie, un point touristique en été, une déchèterie et autres, un hôtel, une pompe essence.

## Personnalités liées à la commune
- Louis Joachim Le Maguet (1833-1894), médecin, homme politique né à Cléguérec, député du Morbihan.
- Joseph Pobéguin, maréchal des logis au 3e régiment de spahis algériens, membre de la mission transsaharienne Flatters, mort en 1881.
- Monseigneur Jean-Marie Jan (1875-1972), évêque missionnaire en Haïti à Cap-Haïtien, de 1929 à 1953. Il fut également auteur de nombreuses publications[65].
- Monseigneur Joseph Madec (1923-2013), nommé évêque de Fréjus-Toulon par le pape Jean-Paul II le 8 février 1983. Il vivait à Cléguérec depuis sa retraite en 2000.
- Jean Dacquay (1927-2014) coureur cycliste français.
- Jacques Bigot (1953-), footballeur.